# Liste des musées d'Écosse
 (février 2019).
Le contenu est difficilement compréhensible vu les erreurs de traduction, qui sont peut-être dues à l'utilisation d'un logiciel de traduction automatique.
Cette liste des musées en Écosse contient des musées qui sont définis dans ce contexte comme des institutions (y compris des organismes sans but lucratif, des entités gouvernementales et des entreprises privées) qui recueillent et conservent des objets d'intérêt culturel, artistique, scientifique ou historique. Les galeries d'art à but non lucratif et les galeries d'art universitaires sont également incluses. Les musées virtuels ne sont pas inclus.

## Musées
| Nom                                                   | Image | Ville               | Council area          | Région                                                 | Type               | Résumé |
| ----------------------------------------------------- | ----- | ------------------- | --------------------- | ------------------------------------------------------ | ------------------ | --- |
| Aberdeen Art Gallery                                  |       | Aberdeen            | Aberdeen              | Aberdeen City & Shire                                  | Art                | Contient des œuvres du XIXe au XXIe siècle, des post-impressionnistes, des coloristes écossais, des arts appliqués et de l'artisanat |
| Aberdeen Arts Centre                                  |       | Aberdeen            | Aberdeen              | Aberdeen City & Shire                                  | Art                | Comprend une galerie d'exposition |
| Musée Maritime d'Aberdeen                             |       | Aberdeen            | Aberdeen              | Aberdeen City & Shire                                  | Maritime           | Construction navale, navires rapides, pêche, histoire du port, industrie pétrolière de la mer du Nord |
| Glover House                                          |       | Aberdeen            | Aberdeen              | Aberdeen City & Shire                                  | Maison historique  | Maison d'enfance de l'époque victorienne de Thomas Blake Glover, qui a construit le conglomérat japonais Mitsubishi |
| Gordon Highlanders Museum                             |       | Aberdeen            | Aberdeen              | Aberdeen City & Shire                                  | Militaire          | Histoire des Gordon Highlanders, uniformes, médailles, armes, souvenirs |
| King's Museum                                         |       | Aberdeen            | Aberdeen              | Aberdeen City & Shire                                  | Historique         | Exploité par l’Université d'Aberdeen, collections d’expositions de sa collection, situé dans le Old Aberdeen |
| Marischal Museum                                      |       | Aberdeen            | Aberdeen              | Aberdeen City & Shire                                  | Multiple           | Une partie de Marischal College, Université d'Aberdeen, comprend des antiquités égyptiennes et classiques, Ethnographie non occidentale, préhistoire écossaise, numismatique |
| Provost Skene's House                                 |       | Aberdeen            | Aberdeen              | Aberdeen City & Shire                                  | Maison historique  | Comprend des salles d’époque des XVIIe, XVIIIe et début du XIXe siècles, des peintures religieuses, des costumes |
| Satrosphere Science Centre                            |       | Aberdeen            | Aberdeen              | Aberdeen City & Shire                                  | Science            | Expositions scientifiques pratiques |
| Tolbooth Museum                                       |       | Aberdeen            | Aberdeen              | Aberdeen City & Shire                                  | Prison             | Prison du XVIIe siècle |
| University of Aberdeen Natural History Centre         |       | Aberdeen            | Aberdeen              | Aberdeen City & Shire                                  | Histoire naturelle | website, fait partie de l'Université d'Aberdeen. Histoire naturelle |
| Aberdeenshire Farming Museum                          |       | Mintlaw             | Aberdeenshire         | Aberdeen City & Shire                                  | Agriculture        | Situé dans le Aden Country Park, vie de domaine du XXe siècle, histoire et innovations agricoles, ferme des années 1950 |
| Alford Heritage Centre                                |       | Alford              | Aberdeenshire         | Aberdeen City & Shire                                  | Historique         | website, étalages et outils de métiers ruraux, artefacts de ménage et étalages de pièces, équipement et outils de ferme, Royal Ordnance Corps, poète dorique Charles Murray |
| Arbuthnot Museum                                      |       | Peterhead           | Aberdeenshire         | Aberdeen City & Shire                                  | Maritime           | website, développement de bateaux de pêche Peterhead, histoire locale, artéfacts inuits, animaux arctiques, chasse à la baleine, collection de pièces de monnaie, galerie d'exploration de M. Arbuthnot (ethnographie et histoire naturelle), expositions temporaires temporaires et activités amusantes pour toute la famille. |
| château de Balmoral                                   |       | Crathie             | Aberdeenshire         | Aberdeen City & Shire                                  | Multiple           | Résidence royale et retraite d'été de la reine Elizabeth II, expositions d'art et d'art décoratif dans la salle de bal, exposition de calèches, vie de succession, souvenirs royaux, galerie d'art, jardins et terrains |
| Banchory Museum                                       |       | Banchory            | Aberdeenshire         | Aberdeen City & Shire                                  | Local              | website, histoire locale, compositeur J. Scott Skinner, tartans du XIXe siècle, histoire naturelle, Victoriana |
| Banff Museum                                          |       | Banff               | Aberdeenshire         | Aberdeen City & Shire                                  | Local              | website, histoire locale, histoire naturelle, géologie, argent, armes et armures |
| Blairs Museum                                         |       | Blairs (en)         | Aberdeenshire         | Aberdeen City & Shire                                  | Religions          | L'histoire et l'héritage catholique de l'Écosse |
| Braemar Castle                                        |       | Braemar             | Aberdeenshire         | Aberdeen City & Shire                                  | Maison historique  | Château du XVIIIe siècle, demeure ancestrale et siège du Clan Farquharson |
| Corgarff Castle                                       |       | Corgarff            | Aberdeenshire         | Aberdeen City & Shire                                  | Maison historique  | Géré par l'Historic Scotland, le château du XVIe siècle a par la suite servi de garnison militaire et a été reconstruit dans une caserne datant de 1750 |
| Craigievar Castle                                     |       | Alford              | Aberdeenshire         | Aberdeen City & Shire                                  | Maison historique  | Géré par le National Trust for Scotland, château baronnial écossais du XVIIe siècle |
| Crathes Castle                                        |       | Banchory            | Aberdeenshire         | Aberdeen City & Shire                                  | Maison historique  | Géré par le National Trust for Scotland, château rose du XVIe siècle, importante collection de portraits, salles jacobiennes, jardins et terrains |
| Delgatie Castle                                       |       | Turriff             | Aberdeenshire         | Aberdeen City & Shire                                  | Maison historique  | Château et jardins du XVIe siècle |
| Drum Castle                                           |       | Drumoak             | Aberdeenshire         | Aberdeen City & Shire                                  | Maison historique  | Géré par le National Trust for Scotland, château du XIIIe siècle, jardins du XVIIIe siècle |
| Duff House                                            |       | Banff               | Aberdeenshire         | Aberdeen City & Shire                                  | Multiple           | Maison de campagne du XVIIIe siècle avec peintures et mobilier confiée à la Galerie nationale d'Écosse |
| Fraserburgh Heritage Centre                           |       | Fraserburgh         | Aberdeenshire         | Aberdeen City & Shire                                  | Maritime           | website, patrimoine maritime, histoire locale |
| Fordyce Joiner's Workshop and Visitor Centre          |       | Fordyce             | Aberdeenshire         | Aberdeen City & Shire                                  | Technologie        | website, atelier de menuiserie rurale et outils |
| Fyvie Castle                                          |       | Fyvie               | Aberdeenshire         | Aberdeen City & Shire                                  | Maison historique  | Géré par le National Trust for Scotland, remonte au XIIIe siècle, somptueux intérieurs édouardiens, collection d’art, jardins |
| Grampian Transport Museum                             |       | Alford              | Aberdeenshire         | Aberdeen City & Shire                                  | Transport          | Automobiles, motos, autobus à impériale, vélos, tracteurs, véhicules à vapeur, tramway électrique, modèles réduits de véhicules et souvenirs de transport |
| Haddo House                                           |       | Tarves              | Aberdeenshire         | Aberdeen City & Shire                                  | Maison historique  | Géré par le National Trust for Scotland, maison palladienne georgienne à l'intérieur victorien tardif, collection de peintures, jardins |
| Huntly Castle                                         |       | Huntly              | Aberdeenshire         | Aberdeen City & Shire                                  | Maison historique  | Géré par le Historic Scotland, vestiges d'un château médiéval |
| Little Treasures: Grampian Toy Museum                 |       | Kemnay              | Aberdeenshire         | Aberdeen City & Shire                                  | Jouet              | website, musée et boutique de jouets, maisons de poupées |
| Museum of Scottish Lighthouses                        |       | Fraserburgh         | Aberdeenshire         | Aberdeen City & Shire                                  | Maritime           | Phare historique et expositions sur la technologie et l'histoire des phares |
| Sandhaven Meal Mill                                   |       | Sandhaven           | Aberdeenshire         | Aberdeen City & Shire                                  | Moulin             | website, moulin à avoine du XIXe siècle |
| Stonehaven Tolbooth                                   |       | Stonehaven          | Aberdeenshire         | Aberdeen City & Shire                                  | Local              | Bâtiment en pierre du XVIe siècle, à l'origine utilisé comme palais de justice et prison, qui présente l'histoire locale |
| Tolquhon Castle                                       |       | Pitmedden           | Aberdeenshire         | Aberdeen City & Shire                                  | Maison historique  | Géré par l'Historic Scotland, le château du XVIe siècle reste |
| Angus Folk Museum                                     |       | Forfar              | Angus                 | Angus & Dundee                                         | Open-air           | Géré par le National Trust for Scotland, six cottages du XVIIIe siècle présentant des expositions de la vie rurale à Angus, y compris une salle de classe, un salon victorien, une cuisine et une chapelle reconstituée |
| Arbroath Abbey                                        |       | Arbroath            | Angus                 | Angus & Dundee                                         | Religions          | Géré par l'Historic Scotland, centre d'accueil avec des objets provenant d'une abbaye médiévale en ruine |
| Arbroath Art Gallery                                  |       | Arbroath            | Angus                 | Angus & Dundee                                         | Art                | website |
| J M Barrie's Birthplace                               |       | Kirriemuir          | Angus                 | Angus & Dundee                                         | Maison historique  | website, géré par le National Trust for Scotland, berceau du dramaturge de Peter Pan JM Barrie, cottage adjacent avec des souvenirs de Peter Pan |
| Barry Mill                                            |       | Barry               | Angus                 | Angus & Dundee                                         | Moulin             | géré par le National Trust for Scotland, moulin à eau restauré |
| Brechin Town House Museum                             |       | Brechin             | Angus                 | Angus & Dundee                                         | Local              | website, local history, art |
| Edzell Castle                                         |       | Edzell              | Angus                 | Angus & Dundee                                         | Maison historique  | géré par l'Historic Scotland, château en ruine du XVIe siècle avec un jardin clos du début du XVIIe siècle |
| Glamis Castle                                         |       | Glamis              | Angus                 | Angus & Dundee                                         | Maison historique  | Maison d'enfance d'Elizabeth Bowes-Lyon, plus connue sous le nom de reine mère |
| Glenesk Folk Museum                                   |       | Tarfside            | Angus                 | Angus & Dundee                                         | History            | Costumes d'époque, meubles, décors |
| House of Dun                                          |       | Montrose            | Angus                 | Angus & Dundee                                         | Maison historique  | Exploité par le National Trust for Scotland, maison familiale du XVIIIe siècle, jardins et bois |
| Kirriemuir Gateway to the Glens Museum                |       | Kirriemuir          | Angus                 | Angus & Dundee                                         | Local              | website, histoire locale, culture, histoire naturelle, archéologie |
| Meffan Museum and Art Gallery                         |       | Forfar              | Angus                 | Angus & Dundee                                         | Local              | Histoire locale, art, collection de Pierres pictes |
| Montrose Air Station Heritage Centre                  |       | Montrose            | Angus                 | Angus & Dundee                                         | Militaire          | Situé sur le site de l’ancienne base aérienne, histoire de la RAF Montrose |
| Montrose Museum                                       |       | Montrose            | Angus                 | Angus & Dundee                                         | Multiple           | Histoire locale, archéologie, histoire naturelle, art, ethnographie |
| Pictavia Visitor Centre                               |       | Brechin             | Angus                 | Angus & Dundee                                         | Historique         | website, histoire, culture et artefacts Pictes |
| Signal Tower Museum                                   |       | Arbroath            | Angus                 | Angus & Dundee                                         | Local              | Histoire locale, phare, histoire de la pêche et de la mer, industrie textile |
| St Vigeans Sculpture Stones                           |       | St Vigeans          | Angus                 | Angus & Dundee                                         | Archéologie        | website, géré par l'Historic Scotland, plus de 30 Pierres pictes |
| William Lamb Studio                                   |       | Montrose            | Angus                 | Angus & Dundee                                         | Art                | website, atelier et œuvres du sculpteur William Lamb |
| An Tobar                                              |       | Tobermory           | Argyll and Bute       | Argyll, the Isles, Loch Lomond, Stirling and Trossachs | Art                | website, centre d'art multidisciplinaire avec galerie |
| Auchindrain Township Museum                           |       | Auchindrain         | Argyll and Bute       | Argyll, the Isles, Loch Lomond, Stirling and Trossachs | Open-air           | Commune du tournant du XXe siècle |
| Bonawe Iron Furnace                                   |       | Bonawe              | Argyll and Bute       | Argyll, the Isles, Loch Lomond, Stirling and Trossachs | Industrie          | website, géré par l'Historic Scotland, usine sidérurgique au charbon de bois du XVIIIe siècle |
| Bute Museum                                           |       | Île de Bute         | Argyll and Bute       | Argyll, the Isles, Loch Lomond, Stirling and Trossachs | Local              | website, archéologie de l'île, histoire naturelle et sociale |
| Campbeltown Heritage Centre                           |       | Campbeltown         | Argyll and Bute       | Argyll, the Isles, Loch Lomond, Stirling and Trossachs | Local              | histoire locale, culture, patrimoine maritime, industrie du Scotch whisky |
| Castle House Museum                                   |       | Dunoon              | Argyll and Bute       | Argyll, the Isles, Loch Lomond, Stirling and Trossachs | Local              | website, local history, histoire locale, salles de l'époque victorienne, situées dans les étages supérieurs du Castle Toward |
| Columba Centre                                        |       | Iona                | Argyll and Bute       | Argyll, the Isles, Loch Lomond, Stirling and Trossachs | Religions          | website, géré par l'Historic Scotland, vie et œuvre de St Columba et de la communauté religieuse qu'il a fondée sur Iona en 563 |
| Duart Castle                                          |       | Île de Mull         | Argyll and Bute       | Argyll, the Isles, Loch Lomond, Stirling and Trossachs | Maison historique  | Château médiéval restauré avec des chambres d'époque édouardienne |
| Easdale Island Folk Museum                            |       | Easdale             | Argyll and Bute       | Argyll, the Isles, Loch Lomond, Stirling and Trossachs | Local              | website, histoire locale, culture, industrie de l'ardoise, géologie, maritime |
| Hill House                                            |       | Helensburgh         | Argyll and Bute       | Argyll, the Isles, Loch Lomond, Stirling and Trossachs | Maison historique  | Maison du début du XXe siècle, intérieur et mobilier conçus par Charles Rennie Mackintosh |
| Iona Abbey                                            |       | Iona                | Argyll and Bute       | Argyll, the Isles, Loch Lomond, Stirling and Trossachs | Religions          | Exploité par l'Historic Scotland, fondée par St Columba et ses partisans irlandais en 563 apr. J.-C., l'un des sites les plus sacrés et historiques d'Écosse |
| Iona Heritage Centre                                  |       | Iona                | Argyll and Bute       | Argyll, the Isles, Loch Lomond, Stirling and Trossachs | Local              | information, histoire locale, culture |
| Château d'Inveraray                                   |       | Inveraray           | Argyll and Bute       | Argyll, the Isles, Loch Lomond, Stirling and Trossachs | Maison historique  | Siège du chef du Clan Campbell, le Duc d'Argyll, château des XVIIIe et XIXe siècles avec jardins à la française |
| Inveraray Jail                                        |       | Inveraray           | Argyll and Bute       | Argyll, the Isles, Loch Lomond, Stirling and Trossachs | Prison             | Prison d'histoire vivante du XIXe siècle |
| Inverarary Maritime Heritage Museum                   |       | Inveraray           | Argyll and Bute       | Argyll, the Isles, Loch Lomond, Stirling and Trossachs | Maritime           | website, artefacts et souvenirs maritimes présentés dans la Goélette à trois mâts Arctic Penguin |
| Isle of Lismore Gaelic Museum                         |       | Isle of Lismore     | Argyll and Bute       | Argyll, the Isles, Loch Lomond, Stirling and Trossachs | Local              | website, histoire locale, culture |
| Kilmartin House Museum                                |       | Kilmartin           | Argyll and Bute       | Argyll, the Isles, Loch Lomond, Stirling and Trossachs | Archéologie        | website, histoire des pierres préhistoriques trouvées à Kilmartin Glen, artefacts et fouilles de la région |
| Mount Stuart House                                    |       | Île de Bute         | Argyll and Bute       | Argyll, the Isles, Loch Lomond, Stirling and Trossachs | Maison historique  | Manoir victorien de style néo - gothique, 300 acres (1,2 km2) jardins |
| Mull Museum                                           |       | Tobermory           | Argyll and Bute       | Argyll, the Isles, Loch Lomond, Stirling and Trossachs | Local              | website, histoire locale, culture de l'Île de Mull |
| Museum of Islay Life Port Charlotte                   |       | Port Charlotte      | Argyll and Bute       | Argyll, the Isles, Loch Lomond, Stirling and Trossachs | Local              | website, histoire locale, culture, archéologie |
| Oban War and Peace Museum                             |       | Oban                | Argyll and Bute       | Argyll, the Isles, Loch Lomond, Stirling and Trossachs | Local              | website, histoire locale, pêche et industries maritimes, chemins de fer et transports routiers, rôle stratégique joué par Oban pendant la Seconde Guerre mondiale |
| Ross Of Mull Historical Centre                        |       | Bunessan            | Argyll and Bute       | Argyll, the Isles, Loch Lomond, Stirling and Trossachs | Local              | website, histoire locale, culture, histoire naturelle de la péninsule de Ross of Mull |
| Sandaig Island Life Museum                            |       | Isle of Tiree       | Argyll and Bute       | Argyll, the Isles, Loch Lomond, Stirling and Trossachs | Maison historique  | information, maison de cottar's de la fin du XIXe siècle |
| Slate Islands Heritage Centre                         |       | Easdale             | Argyll and Bute       | Argyll, the Isles, Loch Lomond, Stirling and Trossachs | Industrie          | website, Ardoise industrie de l'Ardoise sur les Îles Slate, l'histoire sociale |
| Skerryvore Lighthouse Museum                          |       | Isle of Tiree       | Argyll and Bute       | Argyll, the Isles, Loch Lomond, Stirling and Trossachs | Maritime           | Histoire et construction du phare |
| Strachur Smiddy Museum                                |       | Strachur            | Argyll and Bute       | Argyll, the Isles, Loch Lomond, Stirling and Trossachs | Historique         | website, histoire Forgeron et boutique d'artisanat |
| Torosay Castle                                        |       | Île de Mull         | Argyll and Bute       | Argyll, the Isles, Loch Lomond, Stirling and Trossachs | Maison historique  | Maison baronniale du XIXe siècle et jardin |
| Alloa Tower                                           |       | Alloa               | Clackmannanshire      | Argyll, the Isles, Loch Lomond, Stirling and Trossachs | Maison historique  | Exploité par le National Trust for Scotland, maison tour médiévale, collections de portraits, d'argent et de meubles |
| Castle Campbell                                       |       | Dollar              | Clackmannanshire      | Argyll, the Isles, Loch Lomond, Stirling and Trossachs | Maison historique  | Exploité par l'Historic Scotland, tour du château médiéval du XVe siècle |
| Dollar Museum                                         |       | Dollar              | Clackmannanshire      | Argyll, the Isles, Loch Lomond, Stirling and Trossachs | Local              | website, histoire locale |
| Menstrie Castle                                       |       | Menstrie            | Clackmannanshire      | Argyll, the Isles, Loch Lomond, Stirling and Trossachs | Historic house     | Exploité par le National Trust for Scotland, une maison du XVIe siècle, qui abrite Sir William Alexander, qui a joué un rôle déterminant dans la fondation de la colonie de Nouvelle-Écosse |
| Annan Museum                                          |       | Annan               | Dumfries and Galloway | Dumfries and Galloway                                  | Local              | website, website, histoire locale |
| Broughton House and Garden                            |       | Kirkcudbright       | Dumfries and Galloway | Dumfries and Galloway                                  | Maison historique  | website, maison de ville du XVIIIe siècle, puis maison et atelier de l'artiste Edward Atkinson Hornel, présente une collection d'art, de céramiques, de mobilier |
| Caerlaverock Castle                                   |       |                     | Dumfries and Galloway | Dumfries and Galloway                                  | Maison historique  | Exploité par l'Historic Scotland, vestiges d'un château triangulaire du XIIIe siècle |
| Castle Douglas Art Gallery                            |       | Castle Douglas      | Dumfries and Galloway | Dumfries and Galloway                                  | Art                | website, art contemporain et artisanat |
| Castle of St. John                                    |       | Stranraer           | Dumfries and Galloway | Dumfries and Galloway                                  | Histoire           | Maison-tour du XVIe siècle utilisée comme maison, tribunal, prison et garnison militaire |
| Creetown Gem Rock Museum                              |       | Creetown            | Dumfries and Galloway | Dumfries and Galloway                                  | Histoire naturelle | website, pierres précieuses, cristaux, minéraux, roches et fossiles |
| Devil's Porridge Exhibition                           |       | Eastriggs           | Dumfries and Galloway | Dumfries and Galloway                                  | Militaire          | website, histoire de l'HM Factory, Gretna pour la fabrication de Cordite |
| Drumlanrig Castle                                     |       | Thornhill           | Dumfries and Galloway | Dumfries and Galloway                                  | Maison historique  | Maison de campagne baroque avec mobilier d'époque, objets d'art et antiquités, jardins victoriens |
| Dumfries Museum                                       |       | Dumfries            | Dumfries and Galloway | Dumfries and Galloway                                  | Local              | Histoire locale, archéologie, histoire naturelle, camera obscura, installée dans un moulin à vent du XVIIIe siècle |
| Dumfries and Galloway Aviation Museum                 |       | Dumfries            | Dumfries and Galloway | Dumfries and Galloway                                  | Transport          | Situé dans une ancienne station de la RAF, avion, histoire de l'aviation militaire |
| Ellisland Farm                                        |       | Auldgirth           | Dumfries and Galloway | Dumfries and Galloway                                  | Maison historique  | Ferme où le poète Robert Burns a vécu et travaillé, expose sa vie et ses œuvres, ainsi que des expositions agricoles |
| Galloway Hydros Visitor Centre                        |       | Tongland            | Dumfries and Galloway | Dumfries and Galloway                                  | Science            | website, énergie hydroélectrique, environnement et sécurité publique |
| Gracefield Arts Centre                                |       | Dumfries            | Dumfries and Galloway | Dumfries and Galloway                                  | Art                | Art contemporain écossais, coloristes écossais, Glasgow Boys, Kirkcudbright School |
| John Paul Jones Cottage Museum                        |       | Kirkbean            | Dumfries and Galloway | Dumfries and Galloway                                  | Maison historique  | lieu de naissance du héros de la marine américaine au XVIIIe siècle John Paul Jones |
| Mull of Galloway Lighthouse                           |       | Mull of Galloway    | Dumfries and Galloway | Dumfries and Galloway                                  | Maritime           | website, visites du phare et de la salle des machines |
| Museum of Lead Mining                                 |       | Wanlockhead         | Dumfries and Galloway | Dumfries and Galloway                                  | Minéraux           | website, visite de mine, maisons de mineurs, engins à rayons, minéraux |
| National Museum of Costume                            |       | New Abbey           | Dumfries and Galloway | Dumfries and Galloway                                  | Textile            | Mode et accessoires des années 1850 aux années 1950, présentés en salle |
| Old Bridge House Museum                               |       | Dumfries            | Dumfries and Galloway | Dumfries and Galloway                                  | Maison historique  | website, maison du XVIIe siècle montrant la vie de famille à différentes époques |
| Robert Burns Centre                                   |       | Dumfries            | Dumfries and Galloway | Dumfries and Galloway                                  | Biographie         | website, vie et œuvres du poète Robert Burns |
| Robert Burns House                                    |       | Dumfries            | Dumfries and Galloway | Dumfries and Galloway                                  | Maison historique  | website, maison du XVIIIe siècle où le poète Robert Burns a passé ses dernières années |
| Sanquhar Tolbooth Museum                              |       | Sanquhar            | Dumfries and Galloway | Dumfries and Galloway                                  | Local              | website, information, histoire locale, mines, commerce de la laine et industrie du tricot |
| Savings Banks Museum                                  |       | Ruthwell            | Dumfries and Galloway | Dumfries and Galloway                                  | Monétaire          | website, historique de la première caisse d'épargne, logement, pièces de monnaie et billets de banque |
| Stewartry Museum                                      |       | Kirkcudbright       | Dumfries and Galloway | Dumfries and Galloway                                  | Local              | Histoire locale, histoire naturelle, gravures rupestres préhistoriques |
| Stranraer Museum                                      |       | Stranraer           | Dumfries and Galloway | Dumfries and Galloway                                  | Local              | website, histoire locale, archéologie, agriculture, industrie laitière |
| The Museum, Newton Stewart                            |       | Newton Stewart      | Dumfries and Galloway | Dumfries and Galloway                                  | Local              | information, histoire sociale et naturelle locale |
| Thomas Carlyle's Birthplace                           |       | Ecclefechan         | Dumfries and Galloway | Dumfries and Galloway                                  | Maison historique  | website, géré par le National Trust for Scotland, une maison du XIXe siècle avec des objets et des expositions sur l'auteur Thomas Carlyle |
| Tolbooth Art Centre                                   |       | Kirkcudbright       | Dumfries and Galloway | Dumfries and Galloway                                  | Art                | website |
| Whithorn Priory and Museum                            |       | Whithorn            | Dumfries and Galloway | Dumfries and Galloway                                  | Religions          | website, musée avec des stèles en pierre des premiers chrétiens, reste du XIIIe siècle Chapelle St Ninian et prieuré, la grotte de Saint Ninian |
| Whithorn Story Visitor Centre                         |       | Whithorn            | Dumfries and Galloway | Dumfries and Galloway                                  | Archéologie        | website, archéologie et histoire locale |
| Wigtown County Buildings                              |       | Wigtown             | Dumfries and Galloway | Dumfries and Galloway                                  | Local              | information, histoire locale, collection de poids et mesures de villes de bronze du début du XVIIIe siècle, cellule pénitentiaire du XVIIIe siècle |
| Broughty Castle                                       |       | Broughty Ferry      | Dundee                | Angus & Dundee                                         | Local              | Château médiéval abritant un musée d'histoire locale |
| Discovery Point                                       |       | Dundee              | Dundee                | Angus & Dundee                                         | Maritime           | Musée des navires pour les explorations polaires |
| Dundee Contemporary Arts                              |       | Dundee              | Dundee                | Angus & Dundee                                         | Art                | Centre d'art contemporain |
| HMS Unicorn                                           |       | Dundee              | Dundee                | Angus & Dundee                                         | Maritime           | Musée de la frégate à voile |
| McManus Galleries                                     |       | Dundee              | Dundee                | Angus & Dundee                                         | Multiple           | Beaux-arts et arts décoratifs, histoire naturelle, histoire locale, artefacts ethnographiques |
| Mills Observatory                                     |       | Dundee              | Dundee                | Angus & Dundee                                         | Science            | Instruments scientifiques, astronomie |
| Sensation Science Centre                              |       | Dundee              | Dundee                | Angus & Dundee                                         | Science            | expositions interactives se concentrent principalement sur les sciences de la vie, et en particulier sur les sens |
| Verdant Works                                         |       | Dundee              | Dundee                | Angus & Dundee                                         | Industrie          | Industrie textile, jute et lin |
| V&A Dundee                                            |       | Dundee              | Dundee                | Angus & Dundee                                         | Design             | Créations écossaises et du reste du monde |
| Baird Museum                                          |       | Cumnock             | East Ayrshire         | Ayrshire and Arran                                     | Local              | website, histoire locale, industrie, Mauchline Ware, poterie Cumnock, premier leader du labour Keir Hardie |
| Boswell Museum & Mausoleum                            |       | Auchinleck          | East Ayrshire         | Ayrshire and Arran                                     | Biographie         | information, vie de l'auteur James Boswell |
| Burns House                                           |       | Mauchline           | East Ayrshire         | Ayrshire and Arran                                     | Biographie         | website, information, artefacts et souvenirs du poète Robert Burns, qui a vécu et travaillé en ville entre 1784 et 1788 |
| Dean Castle                                           |       | Kilmarnock          | East Ayrshire         | Ayrshire and Arran                                     | Maison historique  | Château médiéval relié à des personnalités de l’histoire écossaise, présentant des collections d’armes et d’armures, des instruments de musique historiques et des tapisseries, situé dans un country park |
| Dick Institute                                        |       | Kilmarnock          | East Ayrshire         | Ayrshire and Arran                                     | Multiple           | Art, histoire locale et naturelle, industrie |
| Doon Valley Museum                                    |       | Dalmellington       | East Ayrshire         | Ayrshire and Arran                                     | Local              | website, histoire locale, mines de charbon, forges, histoire sociale, galerie d'art |
| Dumfries House                                        |       | Cumnock             | East Ayrshire         | Ayrshire and Arran                                     | Maison historique  | Maison de campagne palladienne du XVIIIe siècle avec meubles de Thomas Chippendale |
| Auld Kirk Museum                                      |       | Kirkintilloch       | East Dunbartonshire   | Greater Glasgow and Clyde Valley                       | Local              | website, histoire locale, mines de charbon, industrie du fer |
| Lillie Art Gallery                                    |       | Milngavie           | East Dunbartonshire   | Greater Glasgow and Clyde Valley                       | Art                | website, art écossais |
| Athelstaneford Parish Church and Flag Heritage Centre |       | Athelstaneford      | East Lothian          | Edinburgh and Lothians                                 | Multiple           | website, église historique avec exposition de l'auteur Nigel Tranter, centre adjacent avec expositions sur les liens de la ville avec le Drapeau de l'Écosse |
| Coastal Communities Museum                            |       | North Berwick       | East Lothian          | Edinburgh and Lothians                                 | Local              | website Histoire, patrimoine et culture des communautés d'East Lothian coastal. |
| Dirleton Castle                                       |       | Dirleton            | East Lothian          | Edinburgh and Lothians                                 | Maison historique  | Géré par l'Historic Scotland, vestiges d'un château médiéval, jardins |
| Dunbar Town House Museum                              |       | Dunbar              | East Lothian          | Edinburgh and Lothians                                 | Local              | website, archéologie et histoire locale |
| Gosford House                                         |       | Longniddry          | East Lothian          | Edinburgh and Lothians                                 | Maison historique  | Géré par l' Historic Scotland, manoir restauré conçu par Robert Adam, jardins |
| John Gray Centre                                      |       | Haddington          | East Lothian          | Edinburgh and Lothians                                 | Local              | website Raconte des histoires de toute la région et affiche de nombreux artefacts jamais vus auparavant. |
| John Muir's Birthplace                                |       | Dunbar              | East Lothian          | Edinburgh and Lothians                                 | Maison historique  | Maison et vie du défenseur de l'environnement John Muir |
| Lennoxlove House                                      |       | Haddington          | East Lothian          | Edinburgh and Lothians                                 | Maison historique  | Forteresse médiévale, collections de portraits, meubles et porcelaines |
| Musselburgh Doll Museum                               |       | Musselburgh         | East Lothian          | Edinburgh and Lothians                                 | Jouet              | information |
| Musselburgh Museum                                    |       | Musselburgh         | East Lothian          | Edinburgh and Lothians                                 | Local              | website, histoire locale |
| Myreton Motor Museum                                  |       | Aberlady            | East Lothian          | Edinburgh and Lothians                                 | Transport          | Voitures, motos, vélos, souvenirs automobiles et voitures miniatures datant du début du XXe siècle |
| National Museum of Flight                             |       | East Fortune        | East Lothian          | Edinburgh and Lothians                                 | Transport          | Comprend les avions militaires, les voyages de passagers, un Concorde, la Royal Air Force pendant la Seconde Guerre mondiale |
| Newhailes                                             |       | Musselburgh         | East Lothian          | Edinburgh and Lothians                                 | Maison historique  | website, géré par le National Trust for Scotland, villa du XVIIe siècle présentant des objets d'art décoratif et des collections, des jardins et des paysages du début du XVIIIe siècle |
| Preston Mill                                          |       | East Linton         | East Lothian          | Edinburgh and Lothians                                 | Moulin             | géré par le National Trust for Scotland, moulin à eau du XVIIIe siècle |
| Prestongrange Industrial Heritage Museum              |       | Prestongrange       | East Lothian          | Edinburgh and Lothians                                 | Industrie          | Vestiges d'un port du XVIe siècle, verreries du XVIIe siècle, poteries des XVIIIe et XIXe siècles, mine de charbon des XIXe et XXe siècles et briqueterie |
| Tantallon Castle                                      |       | North Berwick       | East Lothian          | Edinburgh and Lothians                                 | Maison historique  | géré par l'Historic Scotland, vestige d'une forteresse du milieu du XIVe siècle |
| City Art Centre, Edinburgh                            |       | Édimbourg           | Édimbourg             | Edinburgh and Lothians                                 | Art                | website, expositions temporaires d'art écossais et international, design, photographie |
| Craigmillar Community Arts                            |       | Craigmillar         | Édimbourg             | Edinburgh and Lothians                                 | Art                | website, centre des arts avec galerie d'exposition |
| Dalmeny House                                         |       | Édimbourg           | Édimbourg             | Edinburgh and Lothians                                 | Maison historique  | Manoir néogothique du XIXe siècle avec intérieurs Régence, meubles français et porcelaine |
| Dean Gallery                                          |       | Édimbourg           | Édimbourg             | Edinburgh and Lothians                                 | Art                | Partie de la Galerie nationale d'Écosse, art moderne et contemporain, art et littérature dada et surréaliste |
| Edinburgh Castle                                      |       | Édimbourg           | Édimbourg             | Edinburgh and Lothians                                 | Multiple           | Comprend des visites guidées de la forteresse médiévale historique, les Honours of Scotland, du XVIIIe siècle prisonniers de guerre des expositions, des salles du Palais Royal, Royal Scots Regimental Museum, Royal Scots Dragoon Guards Museum                                                                               |
| Edinburgh Printmakers Gallery                         |       | Longstone           | Édimbourg             | Edinburgh and Lothians                                 | Art                | website, galerie d'estampes contemporaines |
| Fruitmarket Gallery                                   |       | Édimbourg           | Édimbourg             | Edinburgh and Lothians                                 | Art                | Galerie d'art contemporain |
| Georgian House                                        |       | Édimbourg           | Édimbourg             | Edinburgh and Lothians                                 | Maison historique  | Exploité par le National Trust for Scotland, maison de ville georgienne de la fin du XVIIIe siècle avec une belle collection de meubles, de porcelaine, d'argent et de tableaux |
| Gladstone's Land                                      |       | Édimbourg           | Édimbourg             | Edinburgh and Lothians                                 | Maison historique  | Exploité par le National Trust for Scotland, immeuble locatif datant du XVIIe siècle, également galerie d'art |
| Palais de Holyrood                                    |       | Édimbourg           | Édimbourg             | Edinburgh and Lothians                                 | Maison historique  | Résidence officielle du monarque en Écosse |
| John Knox House                                       |       | Édimbourg           | Édimbourg             | Edinburgh and Lothians                                 | Maison historique  | Maison médiévale, dernière demeure du réformateur protestant John Knox |
| Lauriston Castle                                      |       | Édimbourg           | Édimbourg             | Edinburgh and Lothians                                 | Maison historique  | Manoir du XIXe siècle avec intérieurs, meubles et objets d'art édouardiens, jardin japonais |
| Museum of Childhood (Edinburgh)                       |       | Édimbourg           | Édimbourg             | Edinburgh and Lothians                                 | Jouet              | Jouets, poupées, jeux, ours en peluche, trains miniatures, soldats, tricycle, salle de classe des années 1930 |
| Museum of Edinburgh                                   |       | Édimbourg           | Édimbourg             | Edinburgh and Lothians                                 | Local              | Histoire de la ville, culture, argent et porcelaine |
| Museum on the Mound                                   |       | Édimbourg           | Édimbourg             |                                                        | Monétaire          | Art, design, technologie, criminalité, commerce et sécurité impliquant devise et monnaie |
| Galerie nationale d'Écosse                            |       | Édimbourg           | Édimbourg             | Edinburgh and Lothians                                 | Art                | Première Renaissance à 1900 et la collection nationale d'art écossais c. 1600 - c. 1900 |
| Bibliothèque nationale d'Écosse                       |       | Édimbourg           | Édimbourg             | Edinburgh and Lothians                                 | Library            | Nouvelles expositions d'art, d'histoire et de culture issues de ses collections |
| Musée national d'Écosse                               |       | Édimbourg           | Édimbourg             | Edinburgh and Lothians                                 | Multiple           | Histoire, culture, histoire naturelle, industrie, technologie, sciences, arts décoratifs, personnalités, sports en Écosse |
| National War Museum of Scotland                       |       | Édimbourg           | Édimbourg             | Edinburgh and Lothians                                 | Militaire          | Situés dans le Edinburgh Castle, uniformes, insignes et équipements, médailles, décorations, armes, peintures, céramiques et couverts, couvrant plus de 400 ans d'histoire militaire de l'Écosse |
| No 28 Charlotte Square                                |       | Édimbourg           | Édimbourg             | Edinburgh and Lothians                                 | Art                | website, centre d’information pour le National Trust for Scotland, collection de peintures écossaises du XXe siècle et des meubles Régence |
| Our Dynamic Earth                                     |       | Édimbourg           | Édimbourg             | Edinburgh and Lothians                                 | Science            | |
| People's Story                                        |       | Édimbourg           | Édimbourg             | Edinburgh and Lothians                                 | Local              | website, histoire, vies, travail et loisirs des gens ordinaires d'Édimbourg |
| Queen's Gallery, Edinburgh                            |       | Édimbourg           | Édimbourg             | Edinburgh and Lothians                                 | Art                | Expositions de la collection royale d'art située dans le Palace of Holyroodhouse |
| Queensferry Museum                                    |       | South Queensferry   | Édimbourg             | Edinburgh and Lothians                                 | Local              | website, histoire locale, culture, histoire naturelle, transport |
| Musée national d'Écosse                               |       | Édimbourg           | Édimbourg             | Edinburgh and Lothians                                 | Multiple           | Histoire naturelle, géologie, archéologie, science, technologie, Égypte ancienne, art |
| Royal Scottish Academy Building                       |       | Édimbourg           | Édimbourg             | Edinburgh and Lothians                                 | Art                | Partie de la Galerie nationale d'Écosse, expositions changeantes |
| Royal Yacht Britannia                                 |       | Leith               | Édimbourg             | Edinburgh and Lothians                                 | Maritime           | Musée du navire, ancien yacht royal de la famille royale britannique |
| Scottish National Gallery of Modern Art               |       | Édimbourg           | Édimbourg             | Edinburgh and Lothians                                 | Art                | Partie de la Galerie nationale d'Écosse, art moderne |
| Scottish National Portrait Gallery                    |       | Édimbourg           | Édimbourg             | Edinburgh and Lothians                                 | Art                | Partie de la Galerie nationale d'Écosse, portraits de personnages de l'histoire écossaise, photographie |
| Surgeons' Hall Museum                                 |       | Édimbourg           | Édimbourg             | Edinburgh and Lothians                                 | Médical            | Histoire de la chirurgie depuis l'époque romaine, médecine dentaire, anatomie pathologique, médecine sportive |
| Talbot Rice Gallery                                   |       | Édimbourg           | Édimbourg             | Edinburgh and Lothians                                 | Art                | Partie de l'Université d'Édimbourg |
| Water of Leith                                        |       | Longstone           | Édimbourg             | Edinburgh and Lothians                                 | Histoire naturelle | Centre d'accueil présente des expositions sur la faune et le patrimoine de la rivière |
| Writers' Museum                                       |       | Édimbourg           | Édimbourg             | Edinburgh and Lothians                                 | Littérature        | Vies et œuvres de personnalités littéraires écossaises, dont Robert Burns, Sir Walter Scott et Robert Louis Stevenson |
| Birkhill Fireclay Mine                                |       | Bo'ness             | Falkirk               | Argyll, the Isles, Loch Lomond, Stirling and Trossachs | Minéraux           | website, website, visites saisonnières de la mine de fireclay, accès par les Bo'ness and Kinneil Railway à la gare de Birkhill |
| Blackness Castle                                      |       | Blackness           | Falkirk               | Argyll, the Isles, Loch Lomond, Stirling and Trossachs | Maison historique  | Géré par l'Historic Scotland, château fort du XVe siècle |
| Callendar House and Park Gallery                      |       | Falkirk             | Falkirk               | Argyll, the Isles, Loch Lomond, Stirling and Trossachs | Multiple           | Manoir de style georgien avec interprètes d'histoire vivante, expositions sur la maison, histoire écossaise et des environs, expositions d'art |
| Grangemouth Museum                                    |       | Grangemouth         | Falkirk               | Argyll, the Isles, Loch Lomond, Stirling and Trossachs | Local              | website, histoire locale, industrie |
| Kinneil House                                         |       | Bo'ness             | Falkirk               | Argyll, the Isles, Loch Lomond, Stirling and Trossachs | Historic house     | Géré par l'Historic Scotland, cette maison du XVe au XVIIe siècle est ouverte certains jours et comprend le Kinneil Museum |
| Kinneil Museum                                        |       | Bo'ness             | Falkirk               | Argyll, the Isles, Loch Lomond, Stirling and Trossachs | Local              | website, situé dans les écurie du XVIIe siècle de la Kinneil House, histoire du parc et de la maison de l'époque romaine à nos jours |
| Abbot House Heritage Centre                           |       | Dunfermline         | Fife                  | Kingdom of Fife                                        | Maison historique  | Tours sur l'histoire de la maison, ses différentes utilisations, la ville et l'histoire écossaise sur plus de 1 000 ans |
| Aberdour Castle                                       |       | Aberdour            | Fife                  | Kingdom of Fife                                        | Maison historique  | Géré par l'Historic Scotland, vestiges d'un château médiéval et de jardins |
| Andrew Carnegie Birthplace Museum                     |       | Dunfermline         | Fife                  | Kingdom of Fife                                        | Multiple           | website, la vie d'Andrew Carnegie, histoire locale, art et arts décoratifs, costumes et textiles |
| Bell Pettigrew Museum                                 |       | St Andrews          | Fife                  | Kingdom of Fife                                        | Histoire naturelle | website, une partie de l' Université de St Andrews, ouvert au public les mardi et vendredi après-midi pendant les vacances d'été |
| British Golf Museum                                   |       | St Andrews          | Fife                  | Kingdom of Fife                                        | Sports             | Histoire et souvenirs du golf |
| Buckhaven Museum                                      |       | Buckhaven           | Fife                  | Kingdom of Fife                                        | Local              | information, information, histoire locale, industrie de la pêche |
| Burntisland Heritage Centre                           |       | Burntisland         | Fife                  | Kingdom of Fife                                        | Local              | website, expositions itinérantes sur l'histoire locale |
| Burntisland Museum                                    |       | Burntisland         | Fife                  | Kingdom of Fife                                        | Amusement          | information, également connue sous le nom de Burntisland Edwardian Fairground Museum, promenade reconstituée à travers les images et les sons de la foire de la ville en 1910 avec manèges et spectacles, accessible via la bibliothèque                                                                                        |
| Crail Museum & Heritage Centre                        |       | Crail               | Fife                  | Kingdom of Fife                                        | Local              | website, histoire locale, patrimoine maritime, église médiévale, histoire de l'aérodrome |
| Culross Palace                                        |       | Culross             | Fife                  | Kingdom of Fife                                        | Maison historique  | Exploité par le National Trust for Scotland, palais meublé du XVIe au XVIIe siècle, bureau et maison de ville avec jardins |
| Dunfermline Abbey                                     |       | Dunfermline         | Fife                  | Kingdom of Fife                                        | Religions          | Exploité par le Historic Scotland, vestiges et objets de l'abbaye médiévale, rattachés au Dunfermline Palace |
| Dunfermline Museum & Art Gallery                      |       | Dunfermline         | Fife                  | Kingdom of Fife                                        | Local              | information |
| Dunfermline Palace                                    |       | Dunfermline         | Fife                  | Kingdom of Fife                                        | Maison historique  | Exploité par le Historic Scotland, vestige d'un palais royal médiéval, rattaché à Dunfermline Abbey |
| Palais de Falkland                                    |       | Falkland            | Fife                  | Kingdom of Fife                                        | Maison historique  | Exploité par le National Trust for Scotland, palais royal et jardins du XIVe au XVe siècle |
| Fife Folk Museum                                      |       | Ceres               | Fife                  | Kingdom of Fife                                        | Local              | Histoire locale, vie rurale, agriculture |
| Gateway Galleries                                     |       | St Andrews          | Fife                  | Kingdom of Fife                                        | Art                | website, une partie de l'Université de St Andrews |
| Harbourmaster's House                                 |       | Dysart              | Fife                  | Kingdom of Fife                                        | Local              | website, centre d'accueil avec des expositions sur l'histoire côtière de la région, l'histoire naturelle, la géologie, le patrimoine maritime |
| Hill of Tarvit                                        |       | Cupar               | Fife                  | Kingdom of Fife                                        | Maison historique  | Exploité par le National Trust for Scotland, ce manoir du XXe siècle et ses jardins conçus par Sir Robert Lorimer, présentent des meubles de style français et chippendale, des porcelaines et des peintures. |
| Inchcolm Abbey                                        |       | Inchcolm            | Fife                  | Kingdom of Fife                                        | Religions          | Exploité par l'Historic Scotland, abbaye médiévale |
| John McDouall Stuart Museum                           |       | Dysart              | Fife                  | Kingdom of Fife                                        | Biographie         | website, lieu de naissance et expositions sur John McDouall Stuart, explorateur de l'Australie |
| Kellie Castle                                         |       | Arncroach           | Fife                  | Kingdom of Fife                                        | Maison historique  | Exploité par le National Trust for Scotland, le château et les jardins du château écossais et médiéval restauré renferment un mobilier écossais conçu par Sir Robert Lorimer, des expositions sur la vie et des œuvres du sculpteur Hew Lorimer                                                                                 |
| Kirkcaldy Galleries                                   |       | Kirkcaldy           | Fife                  | Kingdom of Fife                                        | Art                | Beaux arts et arts décoratifs |
| Laing Museum                                          |       | Newburgh            | Fife                  | Kingdom of Fife                                        | Local              | website, histoire locale, culture |
| Methil Heritage Centre                                |       | Methil              | Fife                  | Kingdom of Fife                                        | Local              | website, histoire locale, culture |
| Museum of Communications, Scotland                    |       | Burntisland         | Fife                  | Kingdom of Fife                                        | Technologie        | website, technologie de communication et artefacts, y compris les premiers appareils électroniques, la Télégraphie, le téléphone, la radio, la télévision et Technologie de l'information |
| Museum of the University of St Andrews                |       | St Andrews          | Fife                  | Kingdom of Fife                                        | Multiple           | Histoire de l'université, expositions d'art, sciences, manuscrits et livres de ses collections, archéologie |
| Pittencrieff House Museum                             |       | Dunfermline         | Fife                  | Kingdom of Fife                                        | Histoire naturelle | Maison du XVIIe siècle avec des expositions sur les dinosaures, les fossiles et la faune des environs |
| Scotland's Secret Bunker                              |       | Anstruther          | Fife                  | Kingdom of Fife                                        | Militaire          | website, bunker souterrain du gouvernement en cas d' attaque nucléaire |
| Scottish Fisheries Museum                             |       | Anstruther          | Fife                  | Kingdom of Fife                                        | Maritime           | Industrie de la pêche écossaise |
| Scottish Vintage Bus Museum                           |       | Lathalmond          | Fife                  | Kingdom of Fife                                        | Transport          | website, bus et souvenirs |
| St Andrew's Cathedral                                 |       | St Andrews          | Fife                  | Kingdom of Fife                                        | Religions          | Exploité par l'Historic Scotland, vestiges de la cathédrale médiévale, musée avec sculptures médiévales et autres reliques |
| St Andrews Castle                                     |       | St Andrews          | Fife                  | Kingdom of Fife                                        | Maison historique  | Exploité par l'Historic Scotland, vestige d'un château médiéval, comprend un donjon, une mine et une contre-mine pour la guerre de siège |
| St Andrews Museum                                     |       | St Andrews          | Fife                  | Kingdom of Fife                                        | Local              | Histoire locale, culture |
| St Andrews Trust Museum                               |       | St Andrews          | Fife                  | Kingdom of Fife                                        | Local              | website, histoire locale, boutique d'époque et étalages |
| St Monans Windmill                                    |       | St Monans           | Fife                  | Kingdom of Fife                                        | Moulin             | website, moulin à vent et salins de la fin du XVIIIe siècle |
| 602 Squadron Museum                                   |       | Glasgow             | Glasgow               | Greater Glasgow and Clyde Valley                       | Militaire          | website, histoire régimentaire de la No. 602 Squadron RAF, situé au quartier général des Royal Highland Fusiliers |
| Collection Burrell                                    |       | Glasgow             | Glasgow               | Greater Glasgow and Clyde Valley                       | Art                | Les collections comprennent les impressionnistes français, l'art de la fin du Moyen Âge, l'art chinois et islamique et les anciennes civilisations |
| CCA Glasgow                                           |       | Glasgow             | Glasgow               | Greater Glasgow and Clyde Valley                       | Art                | Centre des arts avec galerie |
| Fossil Grove                                          |       | Glasgow             | Glasgow               | Greater Glasgow and Clyde Valley                       | Histoire naturelle | Bois Fossilisé couvert d'arbres préhistoriques |
| Gallery of Modern Art                                 |       | Glasgow             | Glasgow               | Greater Glasgow and Clyde Valley                       | Art                | Art contemporain |
| Glasgow Police Museum                                 |       | Glasgow             | Glasgow               | Greater Glasgow and Clyde Valley                       | Forces de l'ordre  | website |
| Glasgow Print Studio                                  |       | Glasgow             | Glasgow               | Greater Glasgow and Clyde Valley                       | Art                | Centre d'artistes avec expositions |
| Glasgow School of Art                                 |       | Glasgow             | Glasgow               | Greater Glasgow and Clyde Valley                       | Art                | Présente des expositions sur ses quatre campus |
| Glasgow Science Centre                                |       | Glasgow             | Glasgow               | Greater Glasgow and Clyde Valley                       | Science            | |
| Holmwood House                                        |       | Glasgow             | Glasgow               | Greater Glasgow and Clyde Valley                       | Maison historique  | Exploité par le National Trust for Scotland, villa résidentielle du milieu du XIXe siècle |
| House for an Art Lover                                |       | Glasgow             | Glasgow               | Greater Glasgow and Clyde Valley                       | Maison historique  | Maison contemporaine d'après les dessins de Charles Rennie Mackintosh |
| Hunterian Museum and Art Gallery                      |       | Glasgow             | Glasgow               | Greater Glasgow and Clyde Valley                       | Multiple           | Opéré par l'Université de Glasgow, art, Écosse romaine et archéologie, histoire naturelle, géologie, ethnographie, Égypte ancienne, instruments scientifiques, monnaies et médailles, médecine |
| Kelvingrove Art Gallery and Museum                    |       | Glasgow             | Glasgow               | Greater Glasgow and Clyde Valley                       | Multiple           | Art, histoire naturelle, armes et armures, histoire |
| The Lighthouse Glasgow                                |       | Glasgow             | Glasgow               | Greater Glasgow and Clyde Valley                       | Art                | Architecture et design |
| National Piping Center – Museum of Piping             |       | Glasgow             | Glasgow               | Greater Glasgow and Clyde Valley                       | Musique            | Collection et l'histoire de la Cornemuse, Scottish smallpipes, Irish uilleann pipes, et instruments de musique traditionnels |
| People's Palace                                       |       | Glasgow             | Glasgow               | Greater Glasgow and Clyde Valley                       | Historique         | Histoire de la population et de la ville de Glasgow de 1750 à la fin du XXe siècle |
| Pollok House                                          |       | Glasgow             | Glasgow               | Greater Glasgow and Clyde Valley                       | Maison historique  | Exploité par le National Trust for Scotland, cette maison du XVIIIe siècle conçue par William Adam, comprend une collection de peintures espagnoles comprenant des œuvres Le Greco, Francisco de Goya et Bartolomé Esteban Murillo                                                                                              |
| Provand's Lordship                                    |       | Glasgow             | Glasgow               | Greater Glasgow and Clyde Valley                       | Maison historique  | Maison du XVIIe siècle |
| Riverside Museum                                      |       | Glasgow             | Glasgow               | Greater Glasgow and Clyde Valley                       | Transport          | collections du Glasgow Museum of Transport |
| Royal Glasgow Institute of the Fine Arts              |       | Glasgow             | Glasgow               | Greater Glasgow and Clyde Valley                       | Art                | Expositions d'art contemporain |
| Royal Highland Fusiliers Museum                       |       | Glasgow             | Glasgow               | Greater Glasgow and Clyde Valley                       | Militaire          | website, histoire régimentaire des Royal Highland Fusiliers |
| Scotland Street School Museum                         |       | Glasgow             | Glasgow               | Greater Glasgow and Clyde Valley                       | Éducation          | Histoire de l'éducation en Écosse de la fin du XIXe siècle à la fin du XXe siècle |
| Scottish Football Museum                              |       | Glasgow             | Glasgow               | Greater Glasgow and Clyde Valley                       | Sports             | Situé à Hampden Park, également connu sous le nom de Hampden Experience, histoire et de souvenirs du football en Écosse |
| Sharmanka Kinetic Gallery                             |       | Glasgow             | Glasgow               | Greater Glasgow and Clyde Valley                       | Art                | |
| St Mungo Museum of Religious Life and Art             |       | Glasgow             | Glasgow               | Greater Glasgow and Clyde Valley                       | Art                | Art et objets de la vie religieuse en Écosse |
| Tall Ship at Glasgow Harbour                          |       | Glasgow             | Glasgow               | Greater Glasgow and Clyde Valley                       | Maritime           | Bateau-musée à trois mâts |
| Tenement House                                        |       | Glasgow             | Glasgow               | Greater Glasgow and Clyde Valley                       | Maison historique  | Exploité par le National Trust for Scotland, authentique immeuble du XIXe siècle situé à Glasgow, avec plus de 50 ans d'objets et d'articles ménagers. |
| Tramway                                               |       | Glasgow             | Glasgow               | Greater Glasgow and Clyde Valley                       | Art                | Centre des arts avec galerie |
| Trongate 103                                          |       | Glasgow             | Glasgow               | Greater Glasgow and Clyde Valley                       | Art                | website,centre des arts |
| Applecross Heritage Centre                            |       | Applecross          | Highland              | The Highlands – Ross and Cromarty                      | Local              | website, histoire locale, culture |
| Ardnamurchan Lighthouse                               |       | Ardnamurchan        | Highland              | The Highlands – Lochaber                               | Multiple           | Histoire et fonctionnement du phare, géologie de la région, histoire naturelle et culture |
| Brora Heritage Centre                                 |       | Brora               | Highland              | The Highlands – Sutherland                             | Local              | website, histoire locale, culture |
| Caithness Broch Centre                                |       | Auckengill          | Highland              | The Highlands – Caithness                              | Archéologie        | website, histoire des brochs de Caithness, leur construction, leurs fouilles et leur influence |
| Caithness Horizons                                    |       | Thurso              | Highland              | The Highlands – Caithness                              | Local              | website, histoire locale, culture, archéologie, géologie, industrie, histoire naturelle et écologie |
| Castle Leod                                           |       | Strathpeffer        | Highland              | The Highlands – Ross and Cromarty                      | Maison historique  | Siège du chef du Clan MacKenzie, château du XVIIe siècle ayant subi des travaux de rénovation au XIXe siècle |
| Castle of Mey                                         |       | John o' Groats      | Highland              | The Highlands – Caithness                              | Maison historique  | Autrefois château de Barrogill, château du XVIe siècle avec des modifications sur plusieurs siècles, maison de vacances de la Reine mère |
| Castlehill Heritage Centre                            |       | Castletown          | Highland              | The Highlands – Caithness                              | Local              | website, histoire locale, culture |
| Cawdor Castle                                         |       | Cawdor              | Highland              | The Highlands – Nairn                                  | Maison historique  | Château construit du XVe au XIXe siècle, connu pour ses jardins et son lien avec la pièce de William Shakespeare, Macbeth |
| Clan Cameron Museum                                   |       | Achnacarry          | Highland              | The Highlands – Lochaber                               | Ethnique           | Histoire et héritage du Clan Cameron |
| Clan Gunn Heritage Centre                             |       | Latheron            | Highland              | The Highlands – Caithness                              | Ethnique           | website, Histoire et héritage du Clan Gunn |
| Clan Macpherson Museum                                |       | Newtonmore          | Highland              | The Highlands – Badenoch and Strathspey                | Ethnique           | website, Histoire et héritage du Clan Macpherson |
| Colbost Croft Museum                                  |       | Colbost             | Highland              | The Highlands – Skye and Lochalsh                      | Maison historique  | Cottage de crofter du XIXe siècle |
| Commando Museum                                       |       | Spean Bridge        | Highland              | The Highlands – Lochaber                               | Militaire          | website, artefacts et souvenirs des Commandos[Lesquels ?] formés à proximité d'Achnacarry pendant la Seconde Guerre mondiale |
| Cromarty Courthouse Museum                            |       | Cromarty            | Highland              | The Highlands – Ross and Cromarty                      | Local              | website, histoire locale, culture |
| Culloden Battlefield                                  |       | Culloden            | Highland              | The Highlands – Inverness                              | Militaire          | Exploité par le National Trust for Scotland, site et histoire de la bataille de Culloden, démonstrations de l'histoire vivante au quotidien |
| Dingwall Museum                                       |       | Dingwall            | Highland              | The Highlands – Ross and Cromarty                      | Local              | website, information, histoire locale, culture |
| Dornoch Historylinks Museum                           |       | Dornoch             | Highland              | The Highlands – Sutherland                             | Local              | website, histoire locale, culture, cathédrale de Dornoch, Pictes et Vikings |
| Dunbeath Heritage Centre                              |       | Dunbeath            | Highland              | The Highlands – Caithness                              | Local              | website, histoire locale |
| Dunrobin Castle                                       |       | Golspie             | Highland              | The Highlands – Sutherland                             | Maison historique  | Caractéristiques: "Renaissance française rencontre le Scots Baronial" du XIXe siècle, jardins à la française, musée présentant des trophées de la faune africaine, objets ethnographiques, vestiges archéologiques de la région, y compris des pierres emblématiques pictes et des dalles croisées                              |
| Dunvegan Castle                                       |       | Dunvegan            | Highland              | The Highlands – Skye and Lochalsh                      | Maison historique  | Siège du chef du Clan MacLeod |
| Ferrycroft Visitor Centre                             |       | Lairg               | Highland              | The Highlands – Sutherland                             | Local              | website, histoire locale, culture, histoire naturelle, agriculture, industrie |
| Fort George                                           |       | Ardersier           | Highland              | The Highlands                                          | Militaire          | Exploité par l'Historic Scotland, fort du XVIIIe siècle toujours en activité, expositions de son histoire à différentes époques, souvenirs de différents régiments |
| Gairloch Heritage Museum                              |       | Gairloch            | Highland              | The Highlands – Ross and Cromarty                      | Local              | Histoire locale |
| Giant MacAskill Museum                                |       | Dunvegan            | Highland              | The Highlands – Skye and Lochalsh                      | Biographie         | information, vie du géant Angus MacAskill |
| Glencoe Folk Museum                                   |       | Glencoe             | Highland              | The Highlands – Lochaber                               | Local              | website, histoire locale, culture |
| Glendale Toy Museum                                   |       | Glendale            | Highland              | The Highlands – Skye and Lochalsh                      | Jouet              | website, jouets, jeux et poupées |
| Glengarry Heritage Centre                             |       | Invergarry          | Highland              | The Highlands – Inverness                              | Local              | website, histoire locale, culture, patrimoine du Clan MacDonell of Glengarry |
| Grantown Museum                                       |       | Grantown-on-Spey    | Highland              | The Highlands – Badenoch and Strathspey                | Local              | website, information, histoire locale, culture |
| Groam House Museum                                    |       | Rosemarkie          | Highland              | The Highlands – Ross and Cromarty                      | Multiple           | website, 15 pierres pictes sculptées, histoire locale, art celtique par George Bain |
| Highland Folk Museum                                  |       | Newtonmore          | Highland              | The Highlands – Badenoch and Strathspey                | Sociologie         | Un site de 80 acres (320 000 m2) décrit les 200 ans de la vie rurale dans les Highlands du début du XVIIIe siècle au milieu du XXe siècle. |
| Highland Museum of Childhood                          |       | Strathpeffer        | Highland              | The Highlands – Ross and Cromarty                      | Jouet              | Poupées, jouets, jeux, costumes pour enfants et meubles pour enfants |
| Highlanders Museum                                    |       | Ardersier           | Highland              | The Highlands – Nairn                                  | Militaire          | Artéfacts régimentaire du Queen's Own Highlanders (Seaforth and Camerons) et Lovat Scouts |
| Hugh Miller's House                                   |       | Cromarty            | Highland              | The Highlands – Ross and Cromarty                      | Maison historique  | website, maison du géologue du XIXe siècle Hugh Miller |
| Inverness Museum and Art Gallery                      |       | Inverness           | Highland              | The Highlands – Inverness                              | Multiple           | Art, histoire et patrimoine des Highlands, histoire naturelle, artisanat contemporain |
| Iona Gallery                                          |       | Kingussie           | Highland              | The Highlands – Badenoch and Strathspey                | Art                | website |
| Laidhay Croft Museum                                  |       | Dunbeath            | Highland              | The Highlands – Caithness                              | Maison historique  | information, information, maison longue de Caithness au toit de chaume, comprenant habitation, écurie et bourg sous un même toit, début du XXe siècle |
| Land, Sea and Islands Centre                          |       | Arisaig             | Highland              | The Highlands – Lochaber                               | Local              | website, located in Lochaber, histoire locale, culture, histoire naturelle |
| Last House Museum                                     |       | John o' Groats      | Highland              | The Highlands – Caithness                              | Local              | information, information, expositions sur l'histoire locale et boutique de souvenirs |
| Lyth Arts Centre                                      |       | Wick                | Highland              | The Highlands – Caithness                              | Art                | website, centre des arts avec galerie d'exposition |
| MacCrimmon Piping Heritage Centre                     |       | Borreraig           | Highland              | The Highlands – Sutherland                             | Multiple           | website, également connu sous le nom de Borreraig Park Museum, artefacts et héritage des MacCrimmons, pipers aux chefs du Clan MacLeod, exposition de cornemuses, histoire sociale, agricole et rurale locale |
| Mallaig Heritage Centre                               |       | Mallaig             | Highland              | The Highlands – Lochaber                               | Local              | website, histoire locale, patrimoine maritime, pêche, culture, chemin de fer |
| Mary Anne's Cottage                                   |       | West Dunnet         | Highland              | The Highlands – Caithness                              | Maison historique  | website, website, Cottage du XIXe siècle avec mobilier et agencements d'origine |
| Museum of the Isles                                   |       | Armadale            | Highland              | The Highlands – Skye and Lochalsh                      | Ethnique           | Histoire et héritage du Clan Donald |
| Nairn Museum                                          |       | Nairn               | Highland              | The Highlands – Nairn                                  | Local              | website, histoire locale, industrie de la pêche, militaire, agriculture, histoire sociale |
| Orcadian Stone                                        |       | Golspie             | Highland              | The Highlands – Sutherland                             | Histoire naturelle | website, magasin et exposition de roches, minéraux et fossiles |
| Seadrift Centre                                       |       | Dunnet              | Highland              | The Highlands – Caithness                              | Histoire naturelle | website, website, zone d'histoire naturelle et locale, également connu sous le nom de Seadrift-Dunnet Visitor Centre |
| Skye Museum of Island Life                            |       | Duntulm             | Highland              | The Highlands – Skye and Lochalsh                      | Open-air           | website, bourg en chaume de la période du XIXe siècle, illustrant la vie typique des îles qui croftent |
| St Fergus Gallery                                     |       | Wick                | Highland              | The Highlands – Caithness                              | Art                | website, expositions d'art, photographie, culture, artisanat |
| Strathnaver Museum                                    |       | Bettyhill           | Highland              | The Highlands – Sutherland                             | Local              | website, histoire et artéfacts du Clan Mackay, histoire sociale locale, archéologie |
| Swanson Gallery                                       |       | Thurso              | Highland              | The Highlands – Caithness                              | Art                | website, situé dans la Thurso Library |
| Tain & District Museum                                |       | Tain                | Highland              | The Highlands – Ross and Cromarty                      | Local              | Culture locale, Clan Ross, argenterie, artefacts historiques pertinents: connu localement comme 'Tain Through Time' |
| Tarbat Discovery Centre                               |       | Portmahomack        | Highland              | The Highlands – Ross and Cromarty                      | Local              | website, histoire locale, culture, pierres et sculptures pictes |
| Timespan Museum and Arts Centre                       |       | Helmsdale           | Highland              | The Highlands – Sutherland                             | Multiple           | website, reconstitutions d'une croft, d'un byre, d'une forge et d'une boutique, expositions sur l'archéologie de la région, la géologie et l'histoire naturelle, expositions d'art |
| Treasures of the Earth                                |       | Corpach             | Highland              | The Highlands – Lochaber                               | Histoire naturelle | website, affichage de la géologie avec simulations de grottes, de cavernes et de scènes de mines, expositions de cristaux, de pierres précieuses et de fossiles |
| Ullapool Museum                                       |       |                     | Highland              | The Highlands – Ross and Cromarty                      | Local              | website, histoire locale, culture |
| Château d'Urquhart                                    |       | Drumnadrochit       | Highland              | The Highlands – Inverness                              | Maison historique  | Exploité par l'Historic Scotland, les ruines du château fort médiéval, un centre d'accueil présente son histoire |
| Waterlines Visitor Centre                             |       | Lybster             | Highland              | The Highlands – Caithness                              | Maritime           | information, industrie locale de la pêche au hareng, géologie, faune |
| West Highland Museum                                  |       | Fort William        | Highland              | The Highlands – Lochaber                               | Local              | Histoire locale, culture, histoire naturelle, géologie, archéologie, Highland regiments |
| Wick Heritage Centre                                  |       | Wick                | Highland              | The Highlands – Caithness                              | Multiple           | website, histoire locale, salles du début du XXe siècle, photographies historiques, costumes royaux, Caithness glass, lentille du phare de Noss Head, industrie de la pêche au hareng, galerie d'art |
| McLean Museum and Art Gallery                         |       | Greenock            | Inverclyde            |                                                        | Multiple           | Art, histoire naturelle, cultures du monde, histoire locale, archéologie, industrie |
| Newark Castle                                         |       | Port Glasgow        | Inverclyde            |                                                        | Maison historique  | Exploité par l'Historic Scotland, château du XVe siècle |
| Arniston House                                        |       | Temple              | Midlothian            |                                                        | Maison historique  | Le manoir georgien du XVIIIe siècle a été conçu par William Adam |
| National Mining Museum                                |       | Newtongrange        | Midlothian            |                                                        | Minéraux           | Houillère victorienne et mine de charbon souterraine |
| Vogrie House                                          |       | Vogrie Country Park | Midlothian            |                                                        | Maison historique  | Manoir victorien du XIXe siècle |
| Ballindalloch Castle                                  |       | Craigellachie       | Moray                 | The Highlands                                          | Maison historique  | |
| Brodie Castle                                         |       | Forres              | Moray                 | The Highlands                                          | Maison historique  | Exploité par le National Trust for Scotland, manoir écossais du XIXe siècle, œuvres d'art, meubles anciens, porcelaine |
| Buckie & District Heritage Centre                     |       | Buckie              | Moray                 | The Highlands                                          | Local              | website, histoire locale, patrimoine maritime |
| Burghead Visitor Centre                               |       | Burghead            | Moray                 | The Highlands                                          | Local              | website, site d'une importante Colline fortifiée Pictes, histoire locale |
| Elgin Museum                                          |       | Elgin               | Moray                 | The Highlands                                          | Multiple           | website, histoire locale, fossiles, pierres pictes, artefacts romains, archéologie, art, papillons, œufs et coquillages |
| Falconer Museum                                       |       | Forres              | Moray                 | The Highlands                                          | Local              | website, histoire locale, articles ménagers |
| Findhorn Heritage Centre & Icehouse                   |       | Findhorn            | Moray                 | The Highlands                                          | Multiple           | website, histoire locale, industrie de la pêche, milieu marin, histoire naturelle, Glacière historique |
| Fochabers Folk Museum                                 |       | Fochabers           | Moray                 | The Highlands                                          | Local              | website, histoire locale et sociale, collection de voitures, salle de classe reconstituée et histoire d'Alexander Milne |
| Lossiemouth Fisheries & Community Museum              |       | Lossiemouth         | Moray                 | The Highlands                                          | Local              | information, patrimoine maritime, pêche, histoire locale |
| Moray Art Centre                                      |       | Findhorn            | Moray                 | The Highlands                                          | Art                | website |
| Moray Motor Museum                                    |       | Elgin               | Moray                 | The Highlands                                          | Automobile         | website, vétéran, vintage, voitures classiques, motos, voitures miniatures, souvenirs |
| River Findhorn Heritage Centre                        |       | Forres              | Moray                 | The Highlands                                          | Multiple           | website, histoire naturelle, géologie et impact de la rivière Findhorn; Alexander Stewart; modèle de croft |
| Tomintoul Museum                                      |       | Tomintoul           | Moray                 | The Highlands                                          | Local              | website, histoire locale, culture, cuisine de crofter reconstruite et atelier de forgeron du village, histoire naturelle |
| Brodick Castle                                        |       | Brodick             | North Ayrshire        | Ayrshire and Arran                                     | Maison historique  | Exploité par le National Trust for Scotland, château avec une collection éclectique de tableaux, de meubles, de porcelaines et d'argent, situé sur l'Isle of Arran |
| Isle of Arran Heritage Museum                         |       | Brodick             | North Ayrshire        | Ayrshire and Arran                                     | Open-air           | website, situé sur l’Isle of Arran, les bâtiments comprennent une petite ferme, une maison de campagne, un cottage, une laiterie, une laverie, une écurie, une remise et des salles de harnais avec des expositions sur l’agriculture insulaire, l’histoire sociale, l’archéologie et la géologie                               |
| Irvine Burns Museum                                   |       | Irvine              | North Ayrshire        | Ayrshire and Arran                                     | Biographie         | website, objets et souvenirs du poète Robert Burns |
| Kilwinning Abbey Tower                                |       | Kilwinning          | North Ayrshire        | Ayrshire and Arran                                     | Local              | Expositions sur l'histoire locale et l'abbaye dans la tour restante d'une abbaye médiévale |
| Largs Museum                                          |       | Largs               | North Ayrshire        | Ayrshire and Arran                                     | Local              | website, histoire locale |
| Mother Lodge of Scotland Museum                       |       |                     | North Ayrshire        | Ayrshire and Arran                                     | Maçonnique         | Pavillon historique et artefacts Maçonnique |
| Museum of Ayrshire Country Life and Costume           |       | Kilwinning          | North Ayrshire        | Ayrshire and Arran                                     | Multiple           | Moulin à eau historique de Dalgarven, musée avec des expositions de la vie rurale et des métiers, y compris le Labour, Battage, Récolte est la Forge du village, expositions dans des salles d’époque, collection de costumes                                                                                                   |
| Museum of the Cumbraes                                |       | Millport            | North Ayrshire        | Ayrshire and Arran                                     | Local              | information, information, histoire des îles, archéologie, culture, patrimoine maritime |
| North Ayrshire Museum                                 |       | Saltcoats           | North Ayrshire        | Ayrshire and Arran                                     | Local              | information, information, histoire locale, archéologie, costume, transport, culture populaire, patrimoine maritime |
| Robertson Museum and Aquarium                         |       | Millport            | North Ayrshire        | Ayrshire and Arran                                     | Histoire naturelle | website, information, géré par la University Marine Biological Station Millport, histoire des sciences de la mer, des créatures marines et de l'environnement, recherches en cours à la station de marine |
| Scottish Maritime Museum                              |       | Irvine              | North Ayrshire        | Ayrshire and Arran                                     | Maritime           | Construction navale, navires musées |
| Vennel Gallery                                        |       | Irvine              | North Ayrshire        | Ayrshire and Arran                                     | Art                | information, galerie dans l’ancien moulin à lin où travaillait le poète Robert Burns y compris son logis |
| Vikingar                                              |       | Largs               | North Ayrshire        | Ayrshire and Arran                                     | Histoire           | website, information, présentation multimédia et vivante de l' histoire des Vikings en Écosse |
| West Kilbride Museum                                  |       | West Kilbride       | North Ayrshire        | Ayrshire and Arran                                     | Local              | website, histoire locale, art |
| Cumbernauld Museum                                    |       | Cumbernauld         | North Lanarkshire     | Greater Glasgow and Clyde Valley                       | Local              | information, histoire locale |
| Kilsyth's Heritage                                    |       | Kilsyth             | North Lanarkshire     | Greater Glasgow and Clyde Valley                       | Local              | information, histoire locale |
| North Lanarkshire Heritage Centre                     |       | Motherwell          | North Lanarkshire     | Greater Glasgow and Clyde Valley                       | Local              | Affichage multimédia de l'histoire locale, de l'industrie, de l'époque romaine et de la vie domestique à l'aide de chiffres parlants et d'une interprétation interactive |
| Summerlee, Museum of Scottish Industrial Life         |       | Motherwell          | North Lanarkshire     | Greater Glasgow and Clyde Valley                       | Industrie          | Industrie, technologie, impact social de la révolution industrielle, transport et tramway électrique, mines reconstituées et maisons de mineurs |
| Barony Mills                                          |       | Birsay              | Orcades               | Orcades                                                | Moulin             | website, moulin à eau du XIXe siècle |
| Bishop's Palace                                       |       | Kirkwall            | Orcades               | Orcades                                                | Maison historique  | Exploité par l' Historic Scotland, vestiges d'un château médiéval |
| Broch de Gurness                                      |       | Mainland            | Orcades               | Orcades                                                | Archéologie        | Exploité par l'Historic Scotland, village archéologique datant de l'âge du fer excavé et artefacts |
| Corrigall Farm Museum                                 |       | Harray              | Orcades               | Orcades                                                | Agriculture        | information, information, ferme et dépendances du XIXe siècle, avec feu de tourbe, bétail, matériel agricole tiré par des chevaux |
| Earl's Palace                                         |       | Kirkwall            | Orcades               | Orcades                                                | Maison historique  | Exploité par l'Historic Scotland, vestige d'un palais du XVIIe siècle |
| Hackness Martello Tower and Battery                   |       | South Walls         | Orcades               | Orcades                                                | Militaire          | Exploité par l'Historic Scotland, guerre napoléonienne fort et batterie |
| Kirbuster Farm Museum                                 |       | Birsay              | Orcades               | Orcades                                                | Maison historique  | information, information, ferme et dépendances du XIXe siècle, avec foyer central en feu de tourbe, lits de pierre et collection d'outils de la ferme |
| Maeshowe Chambered Cairn                              |       | South Walls         | Orcades               | Orcades                                                | Archéologie        | Exploité par l’Historic Scotland, cairn et sépulcre à chambres néolithiques comportant des graffiti runes vikings |
| Orcades Museum                                        |       | Kirkwall            | Orcades               | Orcades                                                | Local              | information, également connu sous le nom de Tankerness House Museum, salles d’époque, histoire locale, archéologie, Pictes et Vikings |
| Orcades Wireless Museum                               |       | Kirkwall            | Orcades               | Orcades                                                | Technologie        | Collection de matériel de communication radio et de guerre, importance stratégique et militaire des Orcades pendant la Seconde Guerre mondiale, histoire du radar |
| Pier Art Gallery                                      |       | Stromness           | Orcades               | Orcades                                                | Art                | Peintures et sculptures modernes |
| Scapa Flow Visitor Centre                             |       | Lyness              | Orcades               | Orcades                                                | Militaire          | information, histoire du mouillage naval des première et seconde Guerres mondiales, histoire de l'île |
| Skaill House                                          |       | Sandwick            | Orcades               | Orcades                                                | Maison historique  | website, maison du XVIIe siècle avec mobilier datant de l' âge du fer datant des années 1950 |
| Skara Brae                                            |       | Bay of Skaill       | Orcades               | Orcades                                                | Archéologie        | Exploité par l'Historic Scotland, peuplement néolithique creusé dans la pierre |
| Stromness Museum                                      |       | Stromness           | Orcades               | Orcades                                                | Multiple           | website, histoire naturelle et maritime, histoire locale |
| Alyth Museum                                          |       | Alyth               | Perth and Kinross     | Perthshire                                             | Local              | website, histoire locale |
| Atholl Country Life Museum                            |       | Blair Atholl        | Perth and Kinross     | Perthshire                                             | Local              | website, histoire locale, agriculture, histoire sociale |
| Atholl Palace Museum                                  |       | Pitlochry           | Perth and Kinross     | Perthshire                                             | Médical            | website, histoire de l'hôtel spa victorien et du mouvement Hydropathic |
| Black Watch Regimental Museum                         |       | Perth               | Perth and Kinross     | Perthshire                                             | Military           | Situé dans le château de Balhousie, uniformes de régiment, armes, médailles, insignes royaux, objets façonnés, souvenirs |
| Birnam Arts                                           |       | Dunkeld             | Perth and Kinross     | Perthshire                                             | Multiple           | Centre des arts et de la communauté, exposition permanente sur l'auteur Beatrix Potter, expositions d'art, photographies et culture en mutation |
| Blair Castle                                          |       | Blair Atholl        | Perth and Kinross     | Perthshire                                             | Maison historique  | Maison de la famille Clan Murray collections de tableaux et de meubles de qualité, armes et armures, porcelaine, broderies et dentelles, costumes maçonnique, reliques Jacobite |
| Castle Menzies                                        |       | Weem                | Perth and Kinross     | Perthshire                                             | Historic house     | Siège ancestral du Clan Menzies, château restauré du XVIe siècle |
| Clan Donnachaidh Museum                               |       | Blair Atholl        | Perth and Kinross     | Perthshire                                             | Ethnique           | website, boutique de souvenirs et histoire du Clan Donnachaidh |
| Dunkeld Cathedral                                     |       | Dunkeld             | Perth and Kinross     | Perthshire                                             | Religions          | Cathédrale médiévale, comprend le musée de la salle du chapitre avec des reliques de l'époque monastique et médiévale et des expositions sur l'histoire locale |
| Elcho Castle                                          |       |                     | Perth and Kinross     | Perthshire                                             | Maison historique  | Exploité par l'Historic Scotland, manoir fortifié du XVIe siècle avec trois tours en saillie |
| Fergusson Gallery                                     |       | Perth               | Perth and Kinross     | Perthshire                                             | Art                | website, œuvres de l'artiste John Duncan Fergusson et de son partenaire de toujours, la chorégraphe Margaret Morris |
| Huntingtower Castle                                   |       | Huntingtower        | Perth and Kinross     | Perthshire                                             | Maison historique  | Exploité par l' Historic Scotland, maison-tour du XVe au XVIIIe siècle |
| Loch Leven Castle                                     |       |                     | Perth and Kinross     | Perthshire                                             | Maison historique  | Exploité par l'Historic Scotland, vestige d'un château médiéval, situé sur une île du Loch Leven |
| Meigle Sculptured Stone Museum                        |       | Meigle              | Perth and Kinross     | Perthshire                                             | Religions          | Pierres pictes sculptées |
| Michael Bruce Museum                                  |       | Kinnesswood         | Perth and Kinross     | Perthshire                                             | Maison historique  | website, information, cottage natale du poète du XVIIIe siècle Michael Bruce |
| Museum of Abernethy                                   |       | Abernethy           | Perth and Kinross     | Perthshire                                             | Local              | website, histoire locale, culture |
| Perth Museum and Art Gallery                          |       | Perth               | Perth and Kinross     | Perthshire                                             | Multiple           | Art, histoire locale, histoire naturelle, histoire sociale, arts décoratifs, y compris le verre et l'argent du Perthshire |
| Scone Palace                                          |       | Scone               | Perth and Kinross     | Perthshire                                             | Maison historique  | Château gothique de style georgien du début du XIXe siècle, les salles d'apparat proposent des collections de meubles, de céramiques, d'ivoires et d'horloges |
| Scottish Crannog Centre                               |       | Kenmore             | Perth and Kinross     | Perthshire                                             | Archéologie        | website, reconstitution exacte en taille réelle d'un crannog (ancien loch) et de ses artefacts datant de l'âge du fer |
| Observatoire Coats                                    |       | Paisley             | Renfrewshire          | Greater Glasgow and Clyde Valley                       | Science            | Observatoire avec équipement astronomique et affichages, équipement d'enregistrement météorologique et sismique |
| Paisley Museum                                        |       | Paisley             | Renfrewshire          | Greater Glasgow and Clyde Valley                       | Multiple           | website, histoire locale, beaux-arts et décoratif, histoire naturelle, artefacts d’Égypte anciennes, textiles, industrie |
| Renfrew Museum                                        |       | Renfrew             | Renfrewshire          | Greater Glasgow and Clyde Valley                       | Local              | website, histoire locale, culture |
| Scottish Maritime Museum                              |       | Braehead            | Renfrewshire          | Greater Glasgow and Clyde Valley                       | Maritime           | |
| Sma Shot Cottages                                     |       | Paisley             | Renfrewshire          | Greater Glasgow and Clyde Valley                       | Industrie          | website, décrit deux ateliers et des cottages de tisserands, l'un à la fin du XVIIIe siècle et l'autre au milieu du XIXe siècle. |
| Thread Mill Museum                                    |       | Paisley             | Renfrewshire          | Greater Glasgow and Clyde Valley                       | Industrie          | information, industrie textile locale et collections textiles |
| Weaver's Cottage, Renfrewshire                        |       | Kilbarchan          | Renfrewshire          | Greater Glasgow and Clyde Valley                       | Industrie          | website, géré par le National Trust for Scotland, une maison de tisserand du XVIIIe siècle avec des métiers à tisser et des rouets originaux |
| Borders Textile Towerhouse                            |       | Hawick              | Scottish Borders      | Scottish Borders                                       | Textile            | website, costumes et mode, secteur industries textiles, arts textiles et patrimoine |
| Coldstream Museum                                     |       | Coldstream          | Scottish Borders      | Scottish Borders                                       | Local              | website, histoire locale, exposition Coldstream Guards, expositions d'art |
| Duns Exhibition Room                                  |       | Duns                | Scottish Borders      | Scottish Borders                                       | Local              | website, situé dans la the Duns Library, histoire locale et expositions d'art |
| Eyemouth Museum                                       |       | Eyemouth            | Scottish Borders      | Scottish Borders                                       | Local              | website, histoire locale, culture, patrimoine maritime |
| Halliwell's House Museum                              |       | Selkirk             | Scottish Borders      | Scottish Borders                                       | Multiple           | website, maison historique reconstituée et atelier de ferronnerie, expositions d'art, d'artisanat d'art contemporain et d'histoire locale |
| Harestanes Countryside Visitor Centre                 |       | Ancrum              | Scottish Borders      | Scottish Borders                                       | Multiple           | website, parc avec programmes et expositions d'art, nature |
| Hawick Museum                                         |       | Hawick              | Scottish Borders      | Scottish Borders                                       | Multiple           | website, art, histoire et culture locales, histoire naturelle, archéologie, expositions sur les champions de moto Jimmie Guthrie et Steve Hislop, salle de classe d'époque |
| Jedburgh Castle Jail and Museum                       |       | Jedburgh            | Scottish Borders      | Scottish Borders                                       | Prison             | Prison de 1820 et expositions d'histoire locale |
| Jim Clark Room                                        |       | Duns                | Scottish Borders      | Scottish Borders                                       | Sports             | website, souvenirs et vie du champion de course automobile Jim Clark |
| John Buchan Museum                                    |       | Peebles             | Scottish Borders      | Scottish Borders                                       | Biographie         | website, la vie de John Buchan, auteur de The Thirty-Nine Steps et gouverneur général du Canada |
| Mary Queen of Scots' Visitor Centre                   |       | Jedburgh            | Scottish Borders      | Scottish Borders                                       | Biographie         | website, maison-tour du XVIe siècle avec des artefacts et des expositions sur la vie de Mary, Reine d'Écosse |
| Melrose Abbey                                         |       | Melrose             | Scottish Borders      | Scottish Borders                                       | Religions          | Exploité par l'Historic Scotland, vestige d'une grande abbaye médiévale |
| Old Gala House                                        |       | Galashiels          | Scottish Borders      | Scottish Borders                                       | Local              | Histoire locale, galerie d'art, histoire de la maison, culture |
| Paxton House                                          |       | Paxton              | Scottish Borders      | Scottish Borders                                       | Maison historique  | Maison de campagne du XVIIIe siècle, présente une galerie de peintures de la Galerie nationale d'Écosse |
| Robert Smail's Printing Works                         |       | Innerleithen        | Scottish Borders      | Scottish Borders                                       | Media              | Exploité par le National Trust for Scotland, imprimerie historique avec presse à imprimer |
| St Ronan's Wells Visitor Centre                       |       | Innerleithen        | Scottish Borders      | Scottish Borders                                       | Local              | website, histoire locale, histoire de la ville thermale, liens avec les écrivains écossais Sir Walter Scott et James Hogg |
| Sir Walter Scott's Courtroom                          |       | Selkirk             | Scottish Borders      | Scottish Borders                                       | Local              | website, tribunal du shérif du XIXe siècle où l'auteur, Sir Walter Scott a rendu justice à la population du Selkirkshire, expose ses œuvres et son existence, ainsi que le poète et auteur local James Hogg, l'explorateur Mungo Park, l'histoire et la culture locales                                                         |
| Thirlestane Castle                                    |       | Lauder              | Scottish Borders      | Scottish Borders                                       | Maison historique  | Château de manoir avec peintures, meubles, porcelaine, jouets historiques, cuisine victorienne, jardins |
| Trimontium Heritage Centre                            |       | Melrose             | Scottish Borders      | Scottish Borders                                       | Archéologie        | website, artefacts provenant du fort romain excavé Trimontium |
| Tweeddale Museum and Gallery                          |       | Peebles             | Scottish Borders      | Scottish Borders                                       | Multiple           | Art, histoire locale |
| Bayanne House                                         |       | Yell                | Shetland              | Shetland                                               | Local              | website, information, histoire locale, artisanat |
| Böd of Gremista                                       |       | Lerwick             | Shetland              | Shetland                                               | Maritime           | Le stand de pêche Shetland du XVIIIe siècle restauré avec des expositions de l'homme de la pêche et de l'homme d'affaires local Arthur Anderson, abrite également le Shetland Textile Working Museum |
| Bressay Heritage Centre                               |       | Bressay             | Shetland              | Shetland                                               | Local              | information, histoire locale, culture |
| The Cabin Museum, Shetland                            |       | Vidlin              | Shetland              | Shetland                                               | Militaire          | information, information, artefacts et souvenirs de la Seconde Guerre mondiale, la vie aux Shetland pendant la guerre |
| Croft House Museum                                    |       | Boddam              | Shetland              | Shetland                                               | Maison historique  | information, croft cottage du milieu du XIXe siècle information |
| Fetlar Interpretive Centre                            |       | Fetlar              | Shetland              | Shetland                                               | Local              | website, information, histoire locale, culture |
| George Waterston Memorial Centre and Museum           |       | Fair Isle           | Shetland              | Shetland                                               | Multiple           | Histoire locale, histoire naturelle, art, archéologie, costumes et textiles, industrie, transports, patrimoine maritime |
| Hoswick Visitor Centre                                |       | Hoswick             | Shetland              | Shetland                                               | Local              | information, information, histoire locale, collection de vieilles radios, matériel de pêche, métiers à tisser |
| Jarlshof Prehistoric and Norse Settlement             |       | Sumburgh            | Shetland              | Shetland                                               | Archéologie        | Exploité par l'Historic Scotland, site de fouilles avec vestiges de l'âge du bronze, de l'âge du fer, de Pictes et Vikings expose l'histoire du site, ses habitants et ses artefacts. |
| Old Haa Museum                                        |       | Burravoe            | Shetland              | Shetland                                               | Local              | Histoire locale et naturelle |
| Old Scatness                                          |       | Dunrossness         | Shetland              | Shetland                                               | Archéologie        | Visites guidées costumées des fouilles médiévales, vikings, Pictes, et l'âge du bronze des répliques de bâtiments de l'âge du fer et des Pictes, des démonstrations d'artisanat |
| Quendale Water Mill                                   |       | Dunrossness         | Shetland              | Shetland                                               | Moulin             | website, moulin à eau du XIXe siècle restauré avec expositions sur l'histoire locale et l'agriculture |
| Scalloway Museum                                      |       | Scalloway           | Shetland              | Shetland                                               | Local              | information, information, histoire locale, culture |
| Shetland Museum                                       |       | Lerwick             | Shetland              | Shetland                                               | Local              | Histoire locale, culture, archéologie |
| Tangwick Haa Museum                                   |       | Tangwick            | Shetland              | Shetland                                               | Local              | information, information, histoire locale, culture, histoire sociale |
| Unst Boat Haven                                       |       | Unst                | Shetland              | Shetland                                               | Maritime           | information, information, collection de plus de 20 bateaux en bois, engins de pêche, équipements, photographies |
| Unst Heritage Centre                                  |       | Unst                | Shetland              | Shetland                                               | Local              | information, histoire locale, archéologie, artisanat, culture |
| Weisdale Mill                                         |       | Weisdale            | Shetland              | Shetland                                               | Art                | Moulin à eau du XIXe siècle, aujourd'hui une galerie d'art visuel et appliqué gérée par le Shetland Arts |
| Bachelors Club                                        |       | Tarbolton           | South Ayrshire        | Ayrshire and Arran                                     | Maison historique  | website, géré par le National Trust for Scotland, une chaumière du XVIIe siècle où le poète Robert Burns a formé un club de discussion |
| Burns Cottage                                         |       | Alloway             | South Ayrshire        | Ayrshire and Arran                                     | Maison historique  | Lieu de naissance du poète Robert Burns, du XVIIIe siècle, qui fait partie du Burns National Heritage Park |
| Burns National Heritage Park                          |       | Alloway             | South Ayrshire        | Ayrshire and Arran                                     | Biographie         | website, website, géré par le National Trust for Scotland, sites importants associés au poète Robert Burns, musée prévu pour inclure le nouveau musée Robert Burns Birthplace Museum |
| Blairquhan Castle                                     |       | Maybole             | South Ayrshire        | Ayrshire and Arran                                     | Maison historique  | Château et jardins de l'époque Régence |
| Crossraguel Abbey                                     |       | Maybole             | South Ayrshire        | Ayrshire and Arran                                     | Religions          | Exploité par le Historic Scotland, vestige d'une abbaye médiévale |
| Château de Culzean                                    |       | Maybole             | South Ayrshire        | Ayrshire and Arran                                     | Maison historique  | Exploité par le National Trust for Scotland, ce château seigneurial du XVIIIe siècle a été conçu par Robert Adam |
| Dundonald Castle                                      |       | Dundonald           | South Ayrshire        | Ayrshire and Arran                                     | Maison historique  | Vestiges d'une tour royale fortifiée du XIVe siècle construite pour Robert II lors de son accession au trône d'Écosse |
| Maclaurin Art Gallery                                 |       | Ayr                 | South Ayrshire        | Ayrshire and Arran                                     | Art                | website, art classique et contemporain |
| McKechnie Institute                                   |       | Ayr                 | South Ayrshire        | Ayrshire and Arran                                     | Local              | website, histoire locale et artefacts |
| Rozelle House Galleries                               |       | Ayr                 | South Ayrshire        | Ayrshire and Arran                                     | Art                | website, comprend également le Museum Ayrshire Yeomanry |
| Souter Johnnie's Cottage                              |       | Kirkoswald          | South Ayrshire        | Ayrshire and Arran                                     | Maison historique  | website, géré par le National Trust for Scotland, chaumière contenant des outils de fabrication de chaussures et des artefacts liés à Robert Burns |
| Tam O'Shanter Experience                              |       | Alloway             | South Ayrshire        | Ayrshire and Arran                                     | Littérature        | website, une partie du Burns National Heritage Park, présentation multimédia du poème Tam o' Shanter de Robert Burns |
| Biggar Gasworks                                       |       | Biggar              | South Lanarkshire     | Greater Glasgow and Clyde Valley                       | Industrie          | website, usine à gaz préservée |
| Bothwell Castle                                       |       | Bothwell            | South Lanarkshire     | Greater Glasgow and Clyde Valley                       | Maison historique  | géré par l'Historic Scotland, vestiges d'un château médiéval |
| Brownsbank Cottage                                    |       | Biggar              | South Lanarkshire     | Greater Glasgow and Clyde Valley                       | Maison historique  | website, géré par le Biggar Museum Trust, ouvert sur rendez-vous, domicile du poète Hugh MacDiarmid |
| David Livingstone Centre                              |       | Blantyre            | South Lanarkshire     | Greater Glasgow and Clyde Valley                       | Biographie         | géré par le National Trust for Scotland, lieu de naissance et artefacts de l'explorateur et missionnaire écossais David Livingstone |
| Discover Carmichael Centre                            |       | Carmichael          | South Lanarkshire     | Greater Glasgow and Clyde Valley                       | Wax                | website, également connu sous le nom de Carmichael Visitor Centre, présente l'ancienne collection de modèles de cire d'Edinburgh Wax Model Collection illustrant l'histoire de l'Écosse depuis Reine Margaret et Roi Macbeth jusqu'à nos jours.                                                                                 |
| Biggar & Upper Clydesdale Museum                      |       | Biggar              | South Lanarkshire     | Greater Glasgow and Clyde Valley                       | Historique         | website, géré par le Biggar Museum Trust, 14 000 ans d'histoire de Upper Clydesdale, magasins et entreprises de la fin du XIXe siècle et du début du XXe siècle, comprenant une épicerie, une imprimerie, un magasin de chaussures, une banque et une pharmacie                                                                 |
| Hunter House Museum                                   |       | East Kilbride       | South Lanarkshire     | Greater Glasgow and Clyde Valley                       | Maison historique  | La maison d’enfance de William et John Hunter, pionniers de la médecine du XVIIIe siècle, expose leurs vies et leurs travaux médicaux |
| John Hastie Museum                                    |       | Strathaven          | South Lanarkshire     | Greater Glasgow and Clyde Valley                       | Local              | website, information, histoire locale, culture, industrie textile |
| Lanark Museum                                         |       | Lanark              | South Lanarkshire     | Greater Glasgow and Clyde Valley                       | Local              | website, histoire locale, culture, industrie, William Wallace, le Roi Robert the Bruce, |
| Low Parks Museum                                      |       | Hamilton            | South Lanarkshire     | Greater Glasgow and Clyde Valley                       | Local              | website, histoire locale, culture, Cameronian (Scottish Rifles) Regiment, agriculture, textiles, mines, cuisine victorienne |
| National Museum of Rural Life                         |       | East Kilbride       | South Lanarkshire     | Greater Glasgow and Clyde Valley                       | Agriculture        | Ancienne ferme du Museum of Scottish Country Life, des années 1950, expositions de décors de salles rurales et de peintures à l'huile, de modèles d'agriculture et de machines |
| New Lanark                                            |       | New Lanark          | South Lanarkshire     | Greater Glasgow and Clyde Valley                       | Open-air           | Village du XIXe siècle restauré |
| Argyll and Sutherland Highlanders Regimental Museum   |       | Stirling            | Stirling              | Argyll, the Isles, Loch Lomond, Stirling and Trossachs | Military           | Situé dans Stirling Castle, il comprend des uniformes, des armes, des médailles, des dioramas, des habits de cérémonie et des souvenirs. |
| Argyll's Lodging                                      |       | Stirling            | Stirling              | Argyll, the Isles, Loch Lomond, Stirling and Trossachs | Maison historique  | Géré par l'Historic Scotland, maison de ville du XVIIe siècle adjacente au Stirling Castle et incluse dans son entrée. |
| Bannockburn Heritage Centre                           |       | Cambuskenneth       | Stirling              | Argyll, the Isles, Loch Lomond, Stirling and Trossachs | Religious          | Exploité par le National Trust for Scotland, histoire et lieu d'une victoire importante des Écossais dans les guerres de l'indépendance écossaise du XIVe siècle |
| Cambuskenneth Abbey                                   |       | Cambuskenneth       | Stirling              | Argyll, the Isles, Loch Lomond, Stirling and Trossachs | Religions          | Exploité par l'Historic Scotland, vestiges d'un monastère augustin médiéval |
| Château de Doune                                      |       | Doune               | Stirling              | Argyll, the Isles, Loch Lomond, Stirling and Trossachs | Maison historique  | Exploité par l' Historic Scotland, château de cour de la fin du XIVe siècle, utilisé dans le film Monty Python : Sacré Graal ! |
| Dunblane Museum                                       |       | Dunblane            | Stirling              | Argyll, the Isles, Loch Lomond, Stirling and Trossachs | Local              | website, histoire locale, histoire et artefacts de la cathédrale de Dunblane Dunblane |
| Inchmahome Priory                                     |       | Inchmahome          | Stirling              | Argyll, the Isles, Loch Lomond, Stirling and Trossachs | Religions          | Exploité par l'Historic Scotland, vestiges d'un prieuré médiéval |
| Moirlanich Longhouse                                  |       | Killin              | Stirling              | Argyll, the Isles, Loch Lomond, Stirling and Trossachs | Maison historique  | Exploité par le National Trust for Scotland, cottage préservé au XIXe siècle et à cruck |
| Monument William Wallace                              |       | Stirling            | Stirling              | Argyll, the Isles, Loch Lomond, Stirling and Trossachs | Historique         | Monument de la tour avec des expositions sur le héros écossais du XIIIe siècle, William Wallace |
| Stirling Castle                                       |       | Stirling            | Stirling              | Argyll, the Isles, Loch Lomond, Stirling and Trossachs | Maison historique  | Exploité par l'Historic Scotland, château royal et forteresse, comprenant Argyll and Sutherland Highlanders Regimental Museum et Argyll's Lodging |
| Stirling Old Town Jail                                |       | Stirling            | Stirling              | Argyll, the Isles, Loch Lomond, Stirling and Trossachs | Prison             | website, visites guidées en costume d'époque et représentations de la prison à l'époque victorienne |
| Stirling Smith Museum and Art Gallery                 |       | Stirling            | Stirling              | Argyll, the Isles, Loch Lomond, Stirling and Trossachs | Multiple           | Art, histoire locale, histoire sociale, ethnographie, histoire des femmes, histoire naturelle |
| Backdoor Gallery                                      |       | Dalmuir             | West Dunbartonshire   | Argyll, the Isles, Loch Lomond, Stirling and Trossachs | Art                | website, galerie d'art de la Dalmuir Library |
| Clydebank Museum                                      |       | Clydebank           | West Dunbartonshire   | Argyll, the Isles, Loch Lomond, Stirling and Trossachs | Local              | Histoire locale, culture, construction navale, collection de machines à coudre |
| Motoring Heritage Centre                              |       | Alexandria          | West Dunbartonshire   |                                                        | Automobile         | website, voitures anciennes et classiques, souvenirs |
| Scottish Maritime Museum                              |       | Dumbarton           | West Dunbartonshire   | Argyll, the Isles, Loch Lomond, Stirling and Trossachs | Maritime           | Construction navale, comprend un réservoir expérimental de modèle de navire commercial de 1892 et des expositions sur Denny Brothers, une entreprise de construction navale |
| Titan Clydebank                                       |       | Clydebank           | West Dunbartonshire   | Argyll, the Isles, Loch Lomond, Stirling and Trossachs | Technologie        | Grue en porte-à-faux de 46 m (150 pi) utilisée pour le levage d'équipements lourds lors de l'équipement des cuirassés et des paquebots |
| Almond Valley Heritage Centre                         |       | Livingston          | West Lothian          | Edinburgh and Lothians                                 | Multiple           | website, comprend une ferme, un moulin historique, un musée de l'industrie de l'Huile de schiste, un chemin de fer à voie étroite, des activités |
| Bennie Museum                                         |       | Bathgate            | West Lothian          | Edinburgh and Lothians                                 | Local              | website, histoire locale |
| Cairnpapple Hill                                      |       | Linlithgow          | West Lothian          | Edinburgh and Lothians                                 | Archéologie        | Exploité par le Historic Scotland, fouille de la colline néolithique avec tombes reconstruites et centre d'accueil des visiteurs |
| Hopetoun House                                        |       | près de Queensferry | West Lothian          | Edinburgh and Lothians                                 | Maison historique  | Domaine du XVIIIe siècle, 0,61 km 2 de jardins et de terrains, près de Queensferry |
| House of the Binns                                    |       | Linlithgow          | West Lothian          | Edinburgh and Lothians                                 | Maison historique  | Exploité par le National Trust for Scotland, maison du XVIIe siècle agrandie au milieu du XVIIIe et du début du XIXe siècle, collection de porcelaines, peintures et meubles, parcs |
| Linlithgow Canal Centre                               |       | Linlithgow          | West Lothian          | Edinburgh and Lothians                                 | Transport          | Histoire, construction et vie autour du Canal de l'Union |
| Linlithgow Palace                                     |       | Linlithgow          | West Lothian          | Edinburgh and Lothians                                 | Maison historique  | Exploité par l'Historic Scotland, ruines d'un manoir du XVe siècle |
| Linlithgow Story                                      |       | Linlithgow          | West Lothian          | Edinburgh and Lothians                                 | Local              | website, histoire locale, métiers |
| An Lanntair                                           |       | Stornoway           | Hébrides extérieures  | Argyll, the Isles, Loch Lomond, Stirling and Trossachs | Art                | Centre des arts avec galerie |
| Museum nan Eilean                                     |       | Stornoway           | Hébrides extérieures  | Argyll, the Isles, Loch Lomond, Stirling and Trossachs | Local              | website, archéologie, histoire sociale, domestique et économique des Hébrides extérieures |
| Taigh Chearsabhagh Museum & Arts Centre               |       | Lochmaddy           | Hébrides extérieures  | Argyll, the Isles, Loch Lomond, Stirling and Trossachs | Multiple           | website, histoire locale, culture, art |
| Kildonan Museum                                       |       | Kildonan            | Hébrides extérieures  | Argyll, the Isles, Loch Lomond, Stirling and Trossachs | Multiple           | website,archéologie locale, histoire sociale, domestique et économique de South Uist, archives de documents, collections de photos, arts et artisanat |

## Musées fermés
- Archaeolink Prehistory Park, Oyne, Aberdeenshire, fermé en 2011[1].
- Brander Museum, Huntly[2]
- The Big Idea, Irvine, fermé en 2003
- Dunaskin Heritage Centre, Dalmellington[3],[4]
- Carnegie Inverurie Museum, Inverurie[5]
- Garlogie Mill Power House, Garlogie[6]
- Glasgow Museum of Transport, fermé en 2010, les collections sont transférées Riverside Museum
- Heatherbank Museum of Social Work, Université calédonienne de Glasgow, fermé en 2004[7], maintenant virtuel seulement
- Inverkeithing Museum[8]
- Jane Welsh Carlyle House, Haddington
- Lochwinnoch Community Museum[9]
- Newhaven Heritage Museum, Édimbourg, fermé en 2007
- Peter Anson Gallery[10], Buckie, Moray
- Peterhead Maritime Heritage Centre, Peterhead, fermé en 2010[11]
- Springburn Museum, Springburn, Glasgow
- Weaver's Cottage[12], Airdrie
- World of Boats, Eyemouth, Owners Eyemouth International Sailing Craft Association (EISCA) en liquidation, la collection a été vendu aux enchères en juillet 2017[13].